# Ferrocarriles Vascongados

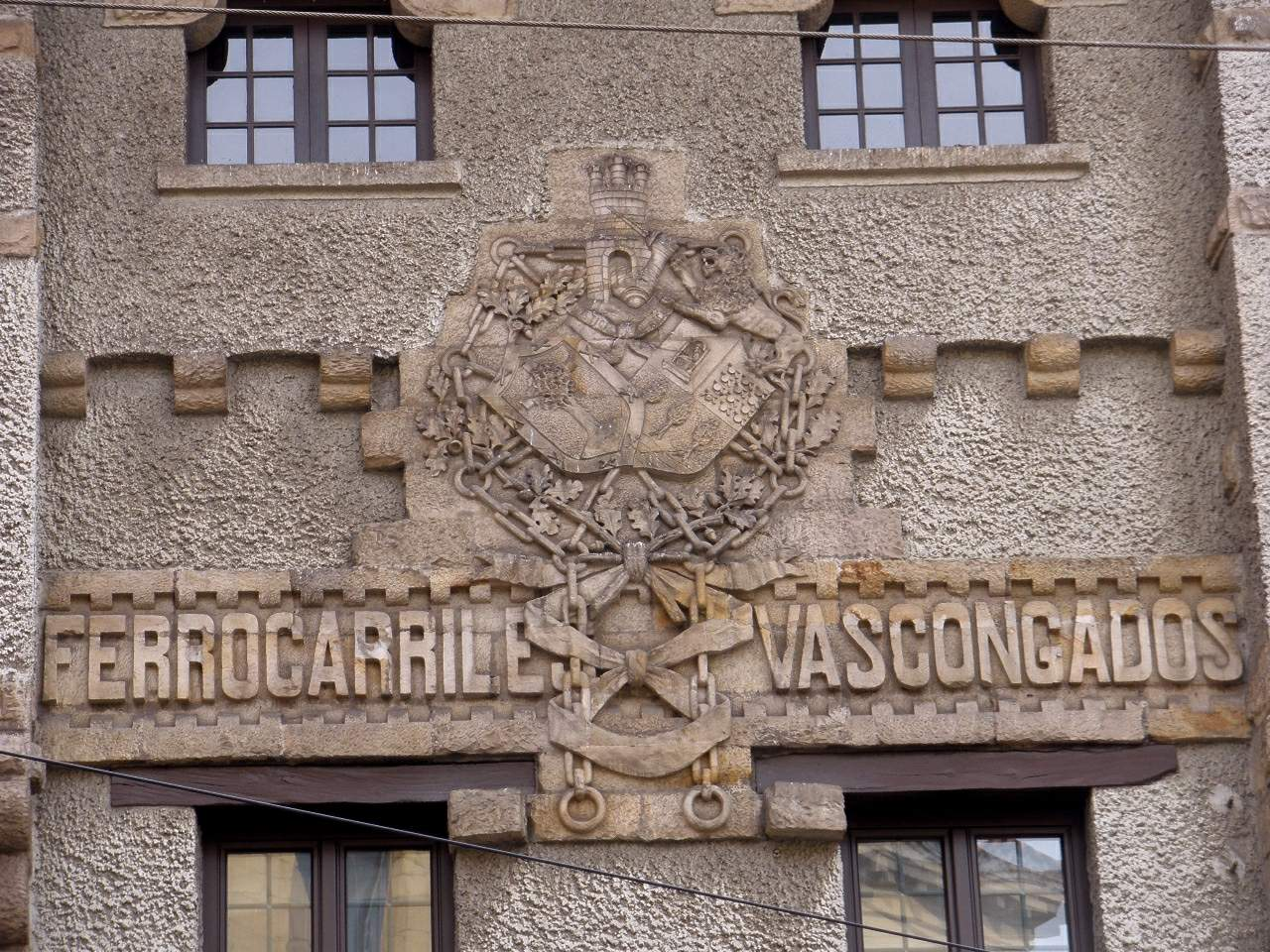
Relieve alusivo a Ferrocarriles Vascongados en la fachada de la Estación de Bilbao-Achuri.

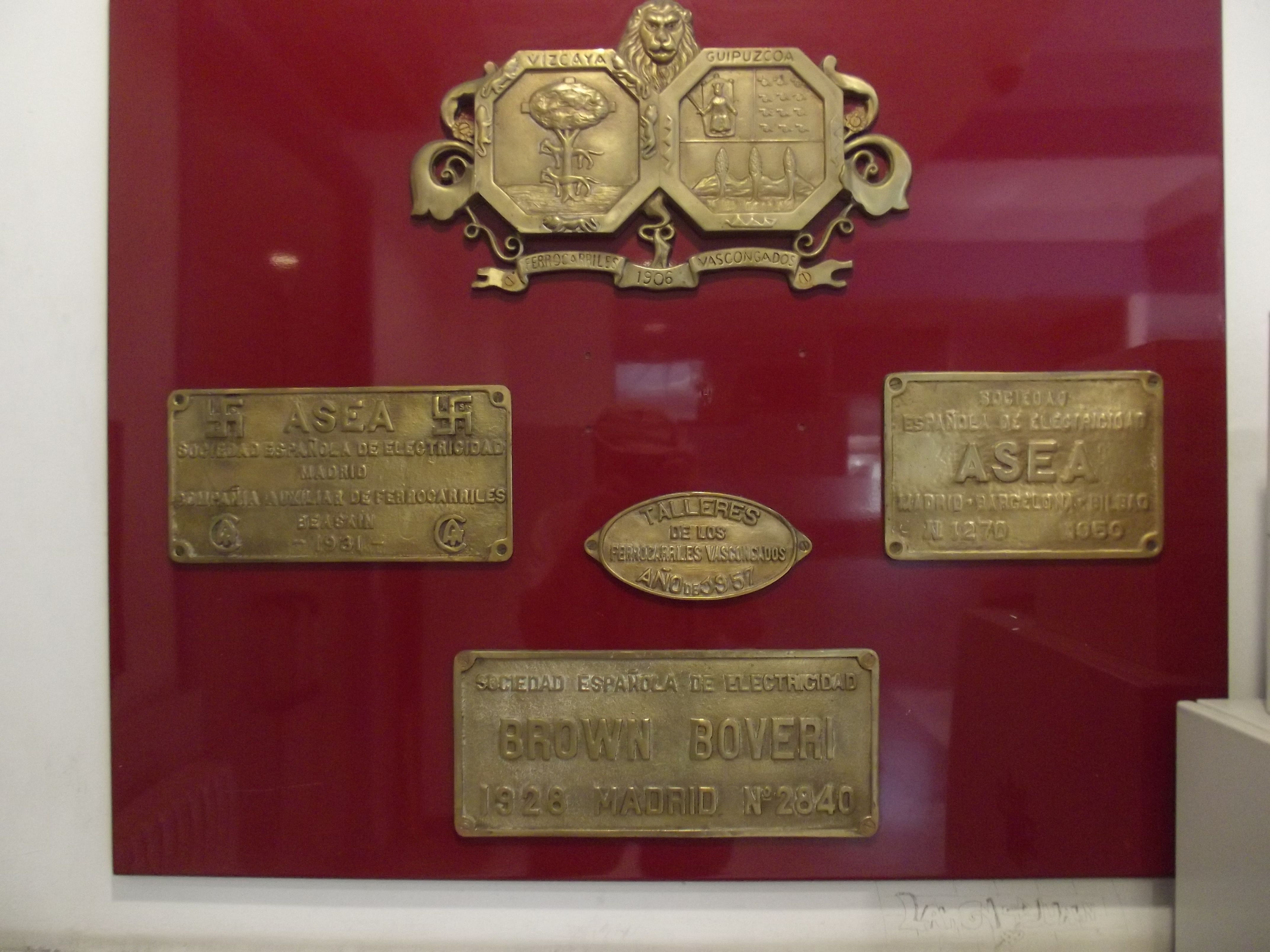
Placas de bronce pertenecientes a los Ferrocarriles Vascongados.

La Compañía de los Ferrocarriles Vascongados fue una compañía ferroviaria que prestaba sus servicios en el País Vasco (España). Desde 1982, hasta su disolución formal en 1995, estuvo integrada en Eusko Trenbideak-Ferrocarriles Vascos (Euskotren), siendo la suya la principal red ferroviaria transferida a esta nueva sociedad dependiente del Gobierno Vasco, que emana de las competencias del Estatuto de Autonomía del País Vasco de 1979.
Ferrocarriles Vascongados se fundó el 1 de julio de 1906, fruto de la fusión de tres empresas ferroviarias que explotaban varias líneas en Vizcaya y Guipúzcoa, todas de vía métrica, que mantenían vinculaciones accionariales entre sí:
- Compañía del Ferrocarril Central de Vizcaya, que disponía de las siguientes líneas: la línea de Bilbao a Durango y su ramal a Dos Caminos en Basauri, de 34 107 km, abierta el 1 de julio de 1882; y la línea de Durango a Elorrio y Arrazola, de 15 223 km, inaugurada el 16 de julio de 1905.
- Compañía del Ferrocarril de Durango a Zumárraga, a la que pertenecía la línea de Durango a Zumárraga y su ramal de Málzaga (Éibar) a Carquizano (Elgóibar), de 52 044 km, inaugurada el 26 de agosto de 1889.
- Compañía del Ferrocarril de Elgoibar a San Sebastián, que gestionaba la línea de Elgóibar a San Sebastián, de 52 858 km, abierta al tráfico el 1 de enero de 1901.[3]

La red ferroviaria de Ferrocarriles Vascongados, unía Bilbao, la capital de Vizcaya, con San Sebastián, capital de Guipúzcoa; además de esta línea principal, había una serie de ramales, tanto en territorio de Guipúzcoa como de Vizcaya. En el principal era el que unía Málzaga (en Éibar) con Zumárraga (inicialmente era la línea Durango-Zumárraga), conocido también como Ferrocarril del Deva, que permitía contar en dicha localidad con un importante nodo de correspondencia, de pasajeros y mercancías, entre Vascongados y el ferrocarril de vía ancha que une Madrid con la frontera francesa, principal línea de la Compañía de los Caminos de Hierro del Norte de España, integrada posteriormente en RENFE y con el ferrocarril del Urola con quien también tenía correspondencia en Zumaya. En Vizcaya, heredado del Central de Vizcaya, gestionó el ramal hasta la estación de Dos Caminos en Áriz en Basauri, donde enlazaba con el Ferrocarril Castejón-Bilbao de vía ancha que unía Bilbao con Miranda de Ebro y Tudela. igualmente, mantuvo en funcionamiento el ramal del mismo Ferrocarril Central que, por el Alto Ibaizábal, partía desde la cabecera de Durango y llegaba hasta Elorrio y las minas de Arrazola.
Ferrocarriles Vascongados tenía conexiones con otras líneas ferroviarias pertenecientes a otras compañías pero que complementaban servicios mediante acuerdos bilaterales con ellas. El Ferrocarril del Urola que unía Zumárraga con Zumaya por el valle del Urola, el Ferrocarril de San Sebastián a la Frontera Francesa, conocido popularmente como "El topo", que enlazaba la capital guipuzcoana con la frontera francesa, el Ferrocarril del Plazaola, de Andoáin en Guipúzcoa a Pamplona en Navarra, tenía conexión con Vascongados por medio de su ramal de prolongación desde Andoáin hasta Lasarte y el Ferrocarril Vasco-Navarro, que unía la localidad navarra de Estella con Vergara en Guipúzcoa atravesando Vitoria en Álava, esta línea contaba con un ramal que la extendía desde sus instalaciones centrales en Vergara hasta Mecolalde, en la misma localidad, para enlazar allí con el ramal de Vascongados de Málzaga a Zumárraga. En la localidad vizcaína de Amorebieta enlazaba con el Ferrocarril Amorebieta-Guernica-Bermeo
El 24 de junio de 1972, las líneas de los Ferrocarriles Vascongados pasan a ser explotadas por FEVE, tras un periodo de declive económico y pérdidas que se arrastraba desde mediados de la década anterior. El 17 de febrero de 1976, el Estado paga a la compañía 280.000.000 pts por todas sus líneas y quedan estas ya en propiedad de FEVE.

Durante el tiempo en que FEVE gestionó la infraestructura, se modernizó línea principal de Bilbao a San Sebastián, se cerraron la de Durango a Elorrio y las minas de Arrazola y el ramal de Málzaga a Zumárraga (hoy convertido en parte en vía verde), y se potenció el transporte de mercancías. El 1 de junio de 1979, las antiguas líneas de los Vascongados son cedidas al Consejo General Vasco, quien crearía el 24 de mayo de 1982, con ellas como embrión, la actual Eusko Trenbideak-Ferrocarriles Vascos S.A. (Euskotren). Tras solventar por diferentes vías todas las cargas pendientes de la empresa, el 29 de diciembre de 1995, la Junta General de Accionistas sanciona formalmente la disolución de la compañía.

Mapa por la red de Ferrocarriles Vascongados

## Historia
El 1 de julio de 1906 nace la Compañía de los Ferrocarriles Vascongados como fruto de la fusión de varias empresas que mantenían en explotación y tenían concesiones de varias líneas ferroviarias en Vizcaya y Guipúzcoa. La compañía contó con un capital inicial de 20.000.000 de pesetas en el que había participación de accionariado francés. Tenía un total de 157,232 km de líneas de vía métrica formados por las líneas, Bilbao - Durango y ramal Dos Caminos, pertenecientes al Ferrocarril Central de Vizcaya; Durango - Zumárraga y ramal a Carquizano; Elgóibar - San Sebastián y la línea Durango - Elorrio y ramal a Arrazola.
En 1882 se inaugura la línea férrea de vía estrecha que une Bilbao con la población de Durango, esta línea la construye y explota la "Compañía del Ferrocarril Central de Vizcaya". Pocos años después construye la línea Durango - Zumárraga enlazando de esta manera la capital vizcaína con el "Ferrocarril del Norte" de ancho ibérico y eje principal de la red peninsular al unir Madrid con la frontera francesa. La línea Durango - Zumárraga, que en su recorrido por el valle del río Deva recibía el nombre de "Ferrocarril del Deba", estaba explotada por la "Compañía del Ferrocarril de Durango a Zumárraga". En 1901 se inaugura la línea Elgóibar - San Sebastián que explota la "Compañía del Ferrocarril de Elgóibar a San Sebastián"; en este momento ya la unión entre las capitales vascas, Bilbao y San Sebastián, se consumó. La longitud de estas líneas férreas era de 130,7 km (108 km del recorrido Bilbao - San Sebastián más 22,7 km el ramal del Ferrocarril del Deva).
La relación entre las diferentes compañías férreas fue muy intensa tanto en la vertiente laboral, en lo que se refiere a la explotación de las diferentes líneas, como en la empresarial, ya que mantenían accionariados cruzados y en sus consejos de administración había muchos miembros en común. La Compañía del Ferrocarril Central de Vizcaya se hizo cargo de la construcción del tramo Zarauz - Deva, el más complicado de esa línea férrea, y se encargó de la explotación de la totalidad del Elgóibar - San Sebastián y, por doce años, del Durango-Zumárraga.
En 1906 se fusionan todas las compañías formando la Compañía de Ferrocarriles Vascongados, compañía que se mantendría en activo hasta 1971, fecha en que se integra en los Ferrocarriles Españoles de Vía Estrecha (FEVE) y posteriormente, en 1982, con la cesión de competencias autonómicas, los que originalmente fueran sus trazados pasaron a depender del Gobierno Vasco, y a formar parte de Eusko Trenbideak.
Tras el paso a FEVE se procedieron a realizar diferentes reformas en las instalaciones y coches, apoyando el transporte de mercancías, reformas que fueron incrementadas por Eusko Trenbideak, en este caso, abandonando el transporte de mercancías y fomentando el de viajeros.

### El Ferrocarril Central de Vizcaya

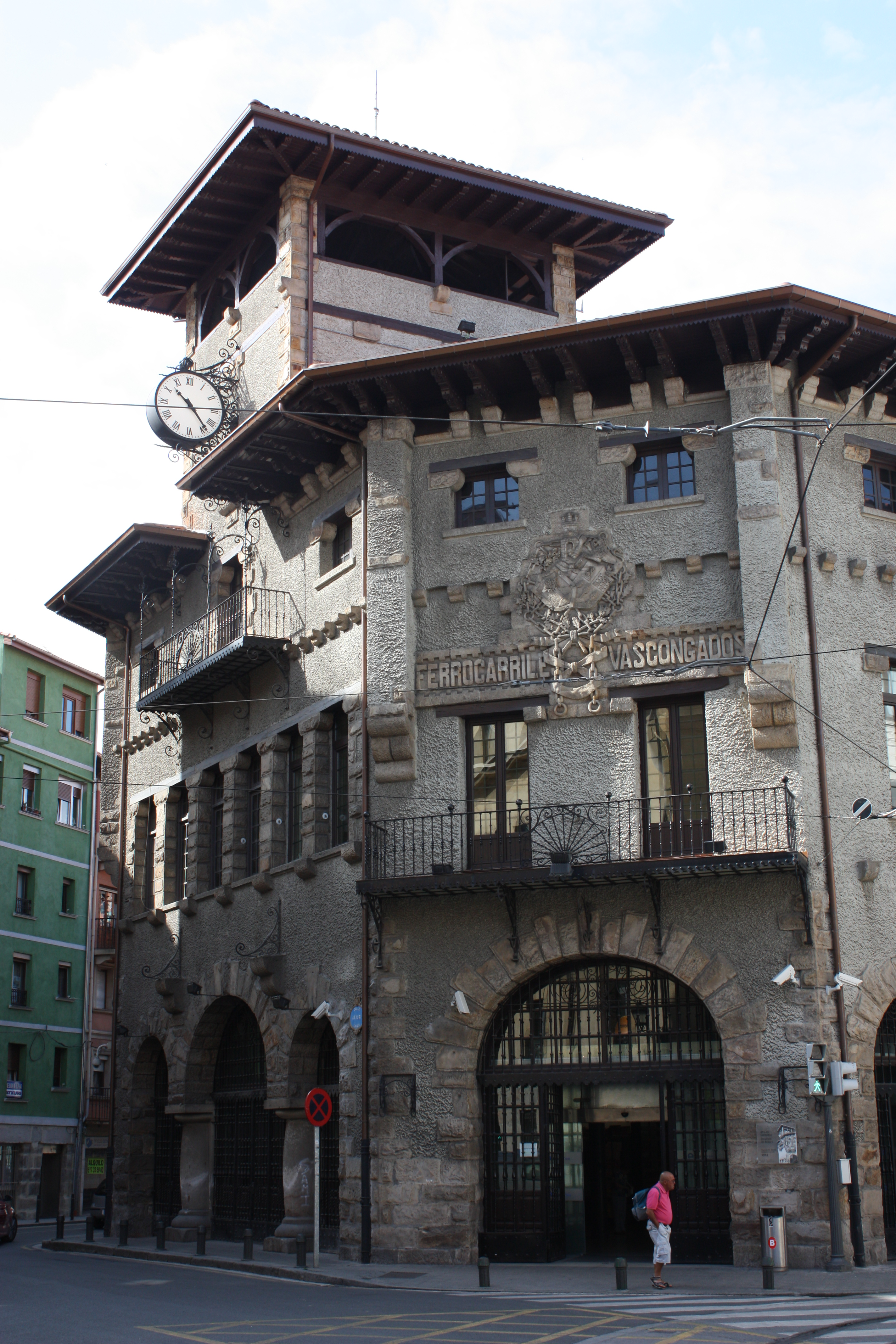
Estación de Atxuri, Bilbao, sede de los Ferrocarriles Vascongados.

#### Inicios
En 1856 queda clara la decisión de que la línea ferroviaria que uniría Madrid con la frontera francesa y, por ende, con Europa no iba a pasar por Bilbao y por lo tanto su puerto quedaría al margen de ese importante eje de comunicación ferroviaria. Se comprometía así su funcionalidad y entraba en competencia directa con el puerto de Santander y el de puerto de Pasajes. Por ello se buscó una conexión con el eje Madrid - frontera francesa.
El proyecto no duró más que dos años
El primer proyecto sería el llamado "ferrocarril vizcaíno" que tenía la intención de unir la capital vizcaína y su puerto con la alavesa, con Vitoria, y allí enlazar con el eje principal Madrid - Francia. En este proyecto, la línea férrea pasaría por Amorebieta y desde allí por Durango, llegaría a Vitoria y a San Sebastián. El 22 de mayo de 1856 se formó la "Comisión del Ferrocarril Vizcaíno" con un amplio apoyo de las administraciones vizcaínas y bilbaínas. El proyecto recibe el apoyo de las autoridades de La Rioja que ven en esta línea férrea una salida excelente para la exportación de sus producto por el puerto de Bilbao. En julio de 1856 se aprueba la realización de la línea de Burgos a Irún pasando por Vitoria y a la vez se contempla una conexión con Bilbao sin concretar si sería por Vitoria o por Miranda de Ebro.
Se aprueba la línea de Tudela a Bilbao y se encarga la redacción a los ingenieros de caminos Luis de Torres Vidosola y Enrique Alar. La línea férrea seguiría el Ebro hasta interceptar a la de Madrid - Irún en Miranda de Ebro y de allí seguiría hasta Bilbao y su puerto pasando por Orduña. Este proyecto se aprueba el 16 de marzo de 1857 y se abriría una suscripción para hacerlo. El 6 de julio de 1857 se da el visto bueno y se decide que la línea enlazará en Alsasua, posteriormente se cambiaría a Castejón, con la línea de Zaragoza. Entre la primavera y el verano de 1863 queda abierta la totalidad de la línea férrea Bilbao - Tudela con enlace en Miranda de Ebro con el eje Madrid  - Irún. Esta línea pasaría a integrarse en la Compañía de los Caminos de Hierro del Norte de España en 1878.
La línea no satisfizo los objetivos perseguidos por sus promotores vizcaínos y volvió a resurgir la idea de la unión directa entre Bilbao y San Sebastián y de allí a Francia. En 1862 la Diputación de Vizcaya destina fondos para esta línea férrea que llaman "Ferrocarril Central de Vizcaya" y tiene como objeto unir Bilbao con la población de Durango.
El 29 de febrero de 1872 el alcalde de Durango, Juan Timoteo de Ercilla y Cenarruzabeitia, pide concesión para el enlace por línea férrea entre su población y la línea Bilbao - Tudela en Dos Caminos, Basauri. Un mes después se le autoriza a realizar los estudios pertinentes y el 5 de diciembre de ese mismo año se presenta un estudio que avala los beneficios que tendría una línea de ancho ibérico. En 1876, tras la guerra carlista, se retoma el proyecto y se hace un segundo estudio: en él se contempla la viabilidad de la empresa y ya se detalla la construcción de cuatro puentes, de cuatro estaciones (Dos Caminos en Basauri, Galdacano, Amorebieta y Durango) así como un listado de material móvil, en el que destacan 6 locomotoras y 80 vagones para mercancías.
El proyecto fue aprobado por el gobierno el 15 de diciembre de 1877 y el 29 del mismo mes se otorga la concesión a sus promotores. Este ferrocarril contaría con esa concesión a perpetuidad, no sería declarado como obra pública y tendría libertad de tarifas. El 14 de septiembre de 1878 el gobierno aprueba la cesión de la concesión a Francisco Nicasio Igartua y Egusquiza, quien constituye la Compañía del Ferrocarril Central de Vizcaya, con un capital inicial de 2.000.000 pts, y explotadora de la concesión ferroviaria de Bilbao a Durango. La nueva empresa se acogió al Decreto de 14 de noviembre de 1868, sobre "Bases Generales para la Legislación de Obras Públicas". La línea se realizó sin auxilio del Estado ni declaración de utilidad pública.
La línea tenía una longitud de 27,8 km y estaba previsto que fuera vía ancha (carril de 1670 mm) para que fuera continuidad del Bilbao - Tudela. Tras integrarse esta línea en la Compañía de los Caminos de Hierro del Norte de España se suspendieron las conversaciones sin llegar a ningún acuerdo para la coordinación de la explotación y la nueva empresa decide realizar la línea en ancho métrico, la autorización es del 24 de mayo de 1879, y prolongar la línea hasta Bilbao, lo que le daría una longitud total de 34 107 km. Se establecía una estación terminal en Bilbao, la estación de Atxuri; se añadía un ramal desde Ariz hasta Dos Caminos, destinado a unir las líneas del Central de Vizcaya con el Bilbao - Tudela; se añadió la estación de Zubiarte y el túnel de Miraflores junto a Atxuri.
El proyecto, realizado por el ingeniero de caminos Pablo de Alzola tuvo un coste de 3.441.145,95 pts. Los trabajos concluyeron en dos años y la línea entró en funcionamiento el 1 de julio de 1882, cuatro meses antes del plazo previsto por la administración. Constaba, al final, de 41 km, de los cuales 32,521 eran los iniciales (17 805 km eran en recta, y los 14 716 km en 68 curvas) con un desnivel de 100 ml entre Bilbao y Durango. La construcción se realizó bajo la supervisión del ingeniero de caminos Adolfo de Ibarreta y las estaciones fueron diseñadas por el arquitecto Sabino de Goicoechea. Los puentes metálicos fueron suministrados por la empresa alemana Johann Kaspar Harkost. El coste final fue inferior al presupuestado, lo que hizo que la empresa iniciara su actividad con una excelente situación económica.
El ferrocarril Central de Vizcaya mantuvo siempre unos excelentes resultados económicos que permitieron realizar otras inversiones, como la línea Durango - Zumárraga, que aunque no tomó parte directamente, tuvo una manifiesta influencia.
En 1902 se construyen los talleres de Durango, proyectados por el ingeniero Luis Camiña y construidos por Talleres de Zorroza, que se mantuvieron en activo hasta el 2013 cuando se trasladaron al barrio de Lebario en Abadiño. Junto a los talleres se renovó la estación, siendo el conjunto reinaugurado en el año 1904.
El 4 de septiembre de 1899 se otorga la concesión para el ramal Durango -Elorrio y Apatamonasterio - Arrazola. Una línea de 14 km de longitud que tenía una importante vertiente minera al dar servicio a las minas de Arrazola. En junio de 1903 ya estaba la infraestructura terminada pero no pudo entrar en servicio hasta el 20 de septiembre de ese año por problemas burocráticos. El 1 de febrero entra en servicio el tramo Apatamonasterio - Arrazola y el 16 de julio de 1905 el de Apatamonasterio - Elorrio.

#### Hitos del Central de Vizcaya
El ferrocarril Central de Vizcaya contó a lo largo de su línea de varias estaciones y estructuras viaria relevantes, así como de un amplio parque de material móvil. Los hitos de esta línea férrea son:

##### Estaciones y apeaderos
- Estación de Achuri en Bilbao, situada en el kilómetro 0 de la línea a 8,60 ml. (dejó de prestar servicio el 8 de septiembre de 2019 al trasladarse el mismo a la estación de Matiko, en el Casco Viejo Bilbaíno y con conexión con Metro Bilbao)
- Apeadero de Ventas del Cuerno, situado en el punto kilométrico 1,350. Desaparecido.
- Apeadero de Bolueta, situado en el punto kilométrico 1,939 (dejó de prestar servicio el 8 de septiembre de 2019 al trasladarse el mismo a la estación de Matiko, en el Casco Viejo Bilbaíno y con conexión con Metro Bilbao).
- Apeadero de Echevarri, situado a 4,851 km de Achuri.
- Estación de Ariz, a 5,758 km de Achuri. Ramal de enlace a Dos Caminos.
- Estación de Zuazo, a 8,506 km de Achuri.
- Estación de Usansolo a 13 100 km de Achuri.
- Cargadero de mineral de Eroso a 14 450 km de Achuri (desaparecido).
- Apeadero de Bedia en el punto kilométrico 15,760.
- Estación de Lemona en el punto kilométrico 17,427.
- Ramal de acceso a Fábrica Astepe, punto kilométrico 21,275.
- Estación de Amorebieta a 21 275 km de Achuri. A partir de 1888 enlace con el ferrocarril Amorebieta - Guernica y Luno.
- Apeadero de Euba en el punto kilométrico de 26,590.
- Apeadero de Santa Polonia (Yurreta) en el punto kilométrico 31,074 (desaparecido).
- Estación de Durango. Punto kilométrico 32,793 altura sobre el nivel del mar de 113,91 m. A partir de 1889 enlace con la línea Durango - Zumárraga.

##### Puentes y túneles
- Túnel de Miraflores en el punto kilométrico 1.
- Puente del río Nervión en el punto kilométrico 4,871.
- Puente sobre el río Nervión en el punto kilométrico 6,100.
- Puente sobre el río Arratia en el punto kilométrico 18,060.
- Puente de Andrapolea sobre el río Ibaizabalen el punto kilométrico 20,698.
- Puente de Astepe (en doble vía) en el punto kilométrico 21,275.

#### Parque de material móvil
En el año 1902, según el listado realizado por José Antonio Guerricabeitia, el ferrocarril Central de Vizcaya contaba con :
- 18	Locomotoras de vapor
- 85	Coches para viajeros
- 19	Furgones
- 546	Vagones

### La Compañía del Ferrocarril Durango - Zumárraga

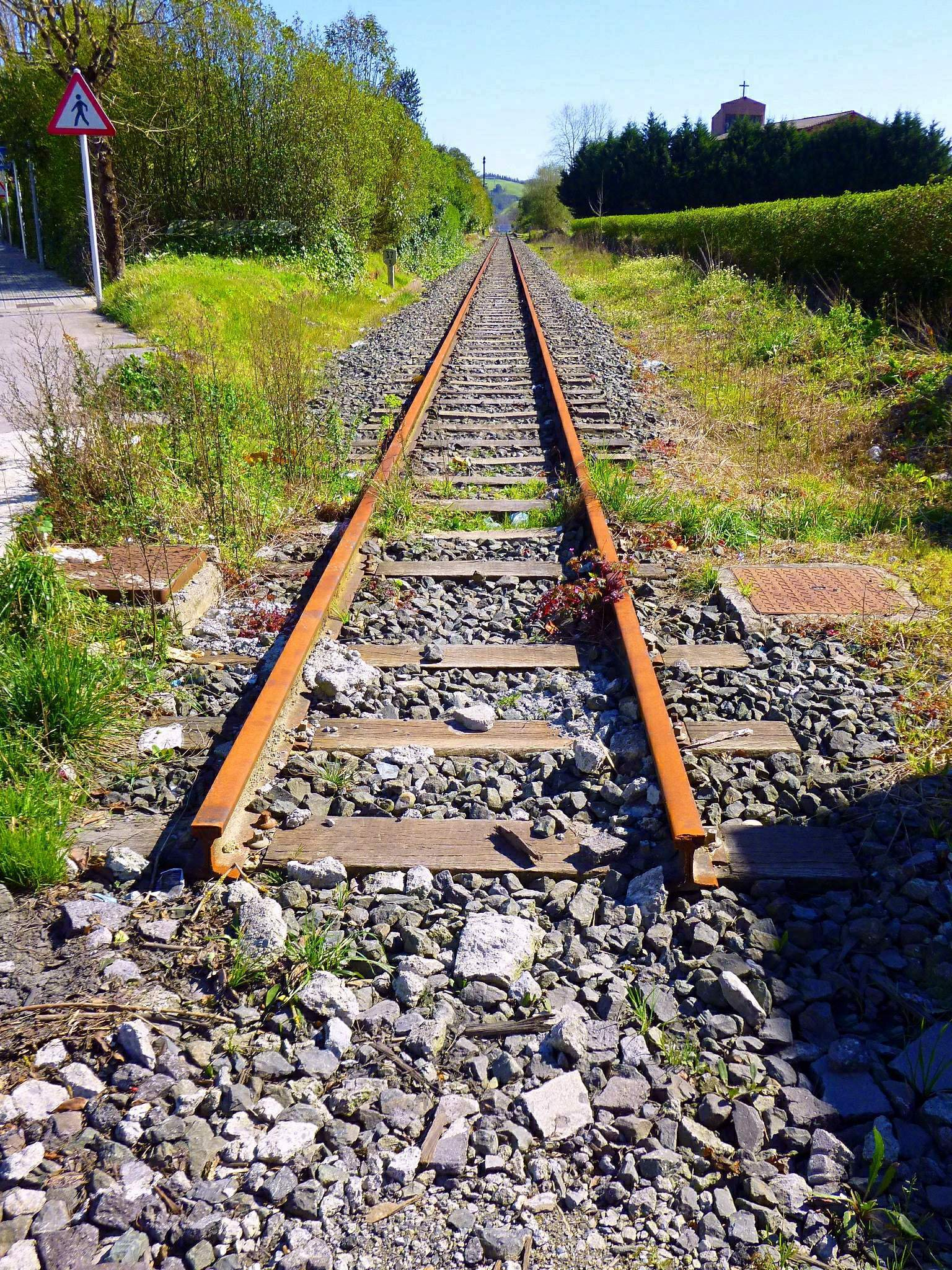
Antigua vía de los Ferrocarriles Vascongados en Durango

El 15 de mayo de 1884 se constituye la Compañía del Ferrocarril Durango-Zumárraga que prolonga el Central de Vizcaya en Guipúzcoa y lo une con la línea del Norte, la Madrid-frontera francesa, en Zumárraga, también enlazaría allí con el Ferrocarril del Urola estando todas las estaciones juntas en la llamada "Plaza de las estaciones". Los principales impulsores de este proyecto eran Romualdo García y Manuel María de Cortazar, y se realizó basándose en un proyecto inicial del ingeniero Torres Vildósola que fue modificado por Adolfo de Ibarreta.
Dicha línea férrea llegaría a Zumárraga después de pasar por Bérriz, Zaldívar, Mallavia, Ermua, Éibar, Málzaga (Éibar) donde habría un ramal hacia Elgoibar, Placencia de las Armas, Vergara, Anzuola y Zumárraga. Esta alternativa, la que finalmente se concretó, estuvo apoyada por Romualdo García y Manuel María de Gortazar mientras que la otra opción era la de prolongar el ramal de Duarngo a Elorrio llegando a Mondragón, Oñate, Legazpia y de allí a Zumárraga.
El 15 de mayo de 1884 se presentó ante la Junta General de Accionistas del Central de Vizcaya la memoria de construcción de una ampliación de la línea desde Durango a Zumárraga con un ramal a Elgoibar. La memoria hacia hincapié en la amplia diferencia de kilometraje, 124 km menos, que había en la unión ferroviaria entre Bilbao y San Sebastían si se hacía mediante la nueva línea propuesta (Bilbao, Durango, Zumarraga y allí enlazar con la línea Madrid Francia) o mediante el paso por Miranda de Ebro, diferencia que se acrecentaba en el caso de Santander - San Sebastián. Ese mismo día se constituye la Compañía del Ferrocarril de Durango a Zumárraga siendo presidente de la misma Francisco Nicasio de Igartua.
El 20 de febrero de 1885 el gobierno autoriza a la nueva compañía la construcción y posterior explotación de la línea, donde se especifica el recorrido y la construcción del ramal a Elgoibar desde Málzaga. El plazo de ejecución de las obras fue de cinco años y un plazo de explotación de 99 años.
La línea tenía un longitud de 53.039,13 m, partía de la estación de Durango situada a 100 m sobre el nivel del mar y alcanzaba, en Areitio, los 310 m de altitud. Ya en el valle del río Deva comenzaba el descenso hasta el barrio eibarrés de Málzaga situado a 85 m de altitud y donde el valle formado por el río Ego se une con el formado por el Deva. Allí, por la orilla derecha del Deva volvía a ascender camino de la divisoria de aguas en Descarga, situada a 430 m de altura sobre el nivel del mar, desde donde volvía a bajar para llegar a Zumárraga. De Málzaga partía el ramal a Elgoibar para dar servicio a la factoría de Altos Hornos de San Pedro de Carquizano, este ramal tenía una longitud de 4920 m. Era un recorrido duro en el que destacaba el túnel de Santa Marina con sus 520 m de longitud.
Las fechas de apertura de los diferentes tramos que conformaron la línea fueron; tramo Durango -Zaldivar 1 de julio de 1887, aunque desde el 21 de junio de 1886 hasta el 31 de mayo de 1887 hubo servicio con gestión del Central de Vizcaya con acuerdo con el gestor del balneario de Zaldivar, y también accionista de la línea férrea, Manuel María de Gortazar; el 1 de agosto de 1887 entraba en funcionamiento el ramal desde la factoría de San Pedro de Carquizano a Elgoibar para mercancías, poco después, el 22 de septiembre se unió Elgoibar con Zaldivar, aunque se inauguró el 17 de septiembre con la asistencia de la Reina María Cristina de Habsburgo y Lorena. La línea llegó a Vergara el 1 de julio de 1888 y el 26 de agosto del mismo año a su término, a Zumarraga. La Diputación de Guipúzcoa participó con una subvención de 340.805,90 pesetas y la de Vizcaya aportó 1.220.000 pesetas aunque en este caso era reintegrable en 20 años.
La gestión de esta línea férrea fue deficitaria y no pudiendo cubrir sus gastos financieros ni atender las obligaciones comprometidas. El 26 de noviembre de 1891 se llega a un acuerdo de explotación con el Ferrocarril Central de Vizcaya que prologó el 1 de abril de 1897 por otros seis años hasta su vencimiento el 31 de diciembre de 1902. Ese año se comienzan las discusiones para la fusión de ambas compañías, aunque con dificultades para llegar a acuerdos. Como resultado de dichas discusiones Julio de Igartua, director técnico de las tres compañías, del Bilbao a Durango, del Durango a Zumarraga y del Elgoibar a San Sebastián (en 1901 se pusieron en circulación trenes directos entre Bilbao a San Sebastián), dimitió de su cargo. El acuerdo de explotación no se renovó y se abrió un periodo de conflicto entre ambas compañías.
Una vez concluida la línea se establecieron seis trenes diarios de los cuales tres llegaban a Zumarraga y los otros tres a Elgoibar. Los tráficos de mercancías estaban generados por los servicios a la factoría de Altos Hornos de San Pedro de Carquizano en Elgoibar y la Real Fábrica de Cañones de Placencia de la Armas.
En febrero de 1904 se realiza una junta general extraordinaria de accionistas en donde se realizan, entre otros asuntos, modificaciones tendentes a la preparación de los estatutos para la fusión de la compañía con las otras dos líneas, el Central de Vizcaya y la Elgoibar San Sebastián, para formar lo que sería la Compañía de Ferrocarriles Vascongados.
En 1902 comienza una profunda renovación de las vías de la línea, renovación que concluiría en 1905. Con el objetivo de optimizar la tracción, evitando las dobles tracciones utilizando locomotoras más potentes, se cambió el primitivo carril de 18 kg/ml por otro de 32,370 kg/ml. Se hizo en tres períodos; mayo de 1902, diciembre de 1904 y mayo de 1905.

#### Estaciones de la línea
- Kilómetro 0: Estación de Bilbao Atxuri (referencia kilométrica).
- Kilómetro 33: Durango, enlace con el ramal a Elorrio y minas de Arrazola.
- Kilómetro 39,456: Olacueta – Berriz
- Kilómetro 41,354: Zaldivar (sigue al túnel de Santa Marina bajo el puerto de Areitio).
- Kilómetro 47,604: Ermua (sigue al túnel de Éibar antes de la estación de Éibar).
- Kilómetro 51,830: Éibar (en 1919 se construye un apartadero para Industrial Orbea).
- Kilómetro 54:	Málzaga, enlace con el ramal a Elgoibar y a la factoría de San Pedro de Carquizano, luego a Deva y San Sebastián.
- Kilómetro 57,217: Placencia de las Armas.
- Kilómetro 58: Mecolalde, enlace con el Vasco Navarro a Vitoria y Estella.
- Kilómetro 58:	Vergara
- Kilómetro 65:	Anzuola
- Kilómetro 71:	Amilleta
- Kilómetro 81:	Zumárraga, enlace con el Ferrocarril del Norte y con el Ferrocarril del Urola.

#### El ramal a Elorrio y a las minas de Arrazola
Como ramal del ferrocarril de Durango a Zumárraga se construyó una línea a Elorrio, la cual, en Apatamonasterio, tenía una desviación a las minas de Axpe Arrazola. La longitud del tramo Durango Apatamonasterio era de 7 km y se inauguró el 19 de septiembre de 1903. Seguidamente se realizó el tramo hasta el coto minero; tenía una longitud de 5 km y se abrió el 1 de septiembre de 1904. Se completó la línea con la inauguración del tramo de Apatamonasterio a Elorrio el 16 de junio de 1905. La longitud total de la línea era de 15 175 km. Se consideró la posibilidad de realizar una ampliación a Mondragón, donde se enlazaría con el Vasco Navarro, para lo que se dispuso la estación de Elorrio en un lateral de la vía. En los años cuarenta se encargó la redacción de un proyecto para realizar dicha ampliación, pasando por el puerto de Campázar, al ingeniero Luis del Río y Soler.
El 4 de septiembre de 1899, Francisco Nicasio de Igartua, presidente del Ferrocarril Central de Vizcaya, obtiene la concesión para 99 años de un ferrocarril que partiendo de Durango llegue y dé servicio a las minas de Arrazola y Elorrio. El 2 de enero de 1901 se acepta por la compañía el pliego de condiciones particulares de la concesión aprobado por la Real Orden del 18 de septiembre de 1900. El proyecto se encarga al ingeniero Rafael Lafarga (o por Luis Goicoechea) y la construcción la realiza el contratista José Uribasterra. El 21 de junio de 1904 se adjudican las obras del tramo de Apatamonasterio a Elorrio al contratista Pedro Gandiaga el cual inicia las obras el 3 de agosto de 1904 finalizándose el 15 de junio de 1905. Contó con una subvención de la Diputación de Vizcaya de 7000 pts/km y otra el ayuntamiento de Elorrio de 20.000 pesetas. Se construyeron dos túneles, uno de 30 m y otro de 122 m.
La vía férrea se construyó en vía métrica con carril de 9 ml y 32 kg/m desde Durango hasta Arrazóla, y de 26 kg/m desde Apatamonasterio hasta Elorrio. Toda las estructura metálicas (carriles y puentes) las suministró Altos Hornos de Bilbao.
En 1917, la Sociedad Anónima del Coto Minero de Axpe-Arrázola, explotadora de las minas de Arrázola, cierra la explotación, por lo que queda en suspenso el transporte de mineral, quedando solo un servicio residual de transporte de mercancías de madera procedente de los bosques del valle hasta los años cincuenta, cuando desaparece, centrándose el servicio en pasajeros y correos. El tramo de Apatamonasterio a Arrázola se clausura en 1960.
El 6 de noviembre de 1941 se presenta el proyecto de electrificación de la línea desde Durango a Elorrio; se aprueba el 29 de mayo de 1942. Realiza el proyecto el ingenio italiano Pontocorvo y queda finalizado el 28 de enero de 1946, abriéndose al público el 2 de febrero.
La línea se cerró el 1 de marzo de 1975, desmantelándose posteriormente.
Estaciones
- Punto kilométrico 0: Estación de Durango, enlace con el ferrocarril Central de Vizcaya y con el Durango - Zumárraga.
- Punto kilométrico 3,512: Apeadero de Zelaieta (Abadiño).
- Punto kilométrico 4,200: Apeadero de Andra-Mari  (Abadiño).
- Punto kilométrico 6,606: Estación de Apatamonasterio, ramal a Arrázola.
- Punto kilométrico 8,733: Apeadero de San Agustín (Elorrio).
- Punto kilométrico 11,556: Estación de Arrázola, fin del ramal desde Apatamonasterio.
- Punto kilométrico 10,225: Estación de Elorrio.

Las estaciones de Elorrio, Apatamonasterio y Arrázola contaron con placa giratoria, y Arrazóla y Elorreo tenían depósito de agua. En Elorrio se ubicó en 1912 un cocherón.
- Imágenes de un tren en la línea Durango-Elorrio año 1969

### La Compañía del Ferrocarril de Elgoibar a San Sebastián

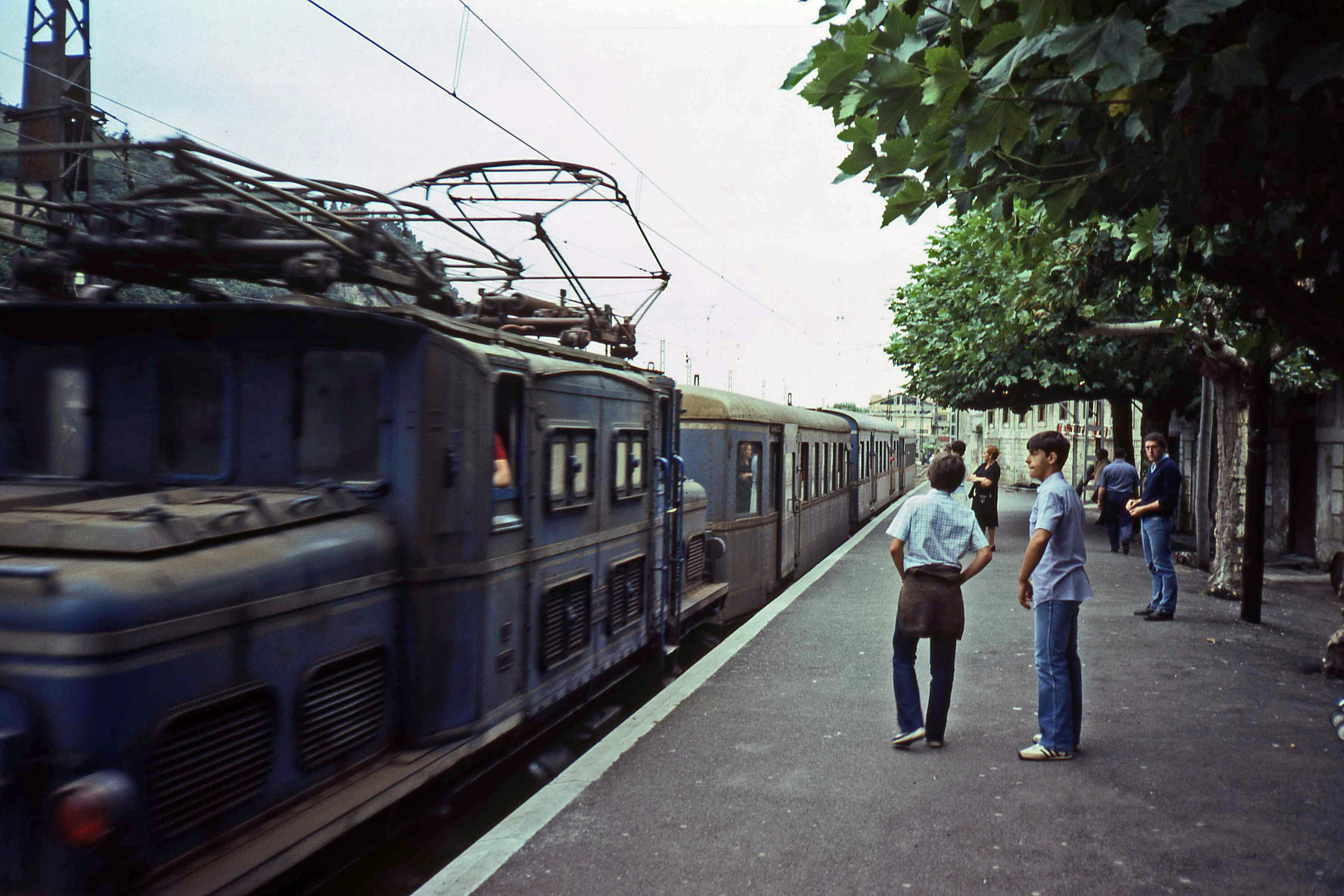
Tren de pasajeros detenido en la estación de Deva (año 1981).

El 16 de octubre de 1890 se constituye la "Compañía del Ferrocarril de Elgoibar a San Sebastián" que tiene como objeto el construir y explotar una línea férrea que una estas dos localidades guipuzcoanas dando así continuidad a la línea de Durango-Zumárraga, que ya era una prolongación de la del Central de Vizcaya.
El proyecto, desarrollado por el ingeniero inglés Ross en 1844 fue la base para el que Pablo de Alzola y Minondo realizó en 1883 y utilizado por Federico de Solaegui en 1890. Se pretendía realizar una línea férrea que partiendo de Elgoibar siguiendo el valle del río Deva, alcanzara la costa en la desembocadura del mismo y luego siguiera la línea de costa hasta San Sebastián.
El 15 de junio de 1891 se concede a Manuel Martín el tramo de vía desde Elgiobar a Deva. Ya el 14 de mayo de 1890 había conseguido la concesión para la construcción de un ferrocarril, de viía estrecha o ancha, desde Deva a San Sebastián, con la posibilidad de prolongarse hasta la frontera francesa.
Con miras a lograr un enlace entre ambas capitales (Bilbao y San Sebastián) se realizó una reunión entre los responsables de las tres líneas (Central de Vizcaya, Durango-Zumárraga y Manuel Martín, que tenía las concesiones para la construcción de los tramos que faltaban entre Elgoiar y San Sebastián) el 21 de junio de 1890. El 13 de septiembre de ese año se llega a un acuerdo e incluso se nombra una junta a quien encomiendan la redacción de los estatutos de la nueva sociedad y preparar su constitución. El 16 de octubre de 1890 se realiza esa constitución, en la que participan todas las partes implicadas. Se recaban los apoyos de las administraciones implicadas (diputaciones y ayuntamientos) y e ayuntamiento de San Sebastián aporta los terrenos para la construcción de la estación en la ciudad, en el barrio de Amara.

#### Inicio de los Trabajos
Los trabajos se iniciaron bajo la responsabilidad del ingeniero Luis Torres Vidosola sobre el proyecto, al que se le había introducido algunas modificaciones, de Adolfo de Ibarreta. A finales del año 1891 se realizan los primeros pedidos de material, se piden 3800 Tm de carril de 26 kg/ml en barras de 8 ml a la sociedad Dowlais Iron Compani y seis locomotoras Nasmyth & Wilson que se irían incorporando a la línea, algunas de ellas pasando por el Central de Vizcaya.
El 3 de agosto de 1893 se inauguran los primeros 13,5 km pertenecientes al tramo entre Carquizano a Deva comenzando a circular trenes entre Deva y Bilbao y entre Deva y Zumárraga (cuatro circulaciones entre Deva y Bilbao y dos entre Deva y Zumárraga). También ese año se perfora el túnel de Meagas, cerca de Zarauz, de 564,0 ml de longitud.
Las penurias económicas del proyecto eran muchas lo que obliga a ralentizar los trabajos y a inversiones extraordinarias del Central de Vizcaya, sus accionistas e incluso de algunos miembros del Consejo de Administración.
El 9 de abril de 1895 se inaugura el tramo de 26 km desde Zarauz hasta San Sebastián. El servicio tenía 18 circulaciones diarias. La estación de Amara de la que se iniciaba la línea en San Sebastián, había sido construida en terrenos cedidos por el ayuntamiento donostiarra, que revertirían al mismo si en 15 años no se construía una estación cuya arquitectura estuviera en relación con el resto de los edificios de la zona. Las instalaciones de las estación se levantaron de forma provisional para ar inicio al servicio ferroviario, era un edificio de una sola planta realizado en madera. Los planos de dichos edificios fueron aprobados por el ayuntamiento en 1917 y el edificio se mantuvo hasta el 28 de abril de 1983 cuando se derribó para la construcción de un edificio definitivo.

#### El tramo de Deva a Zarauz

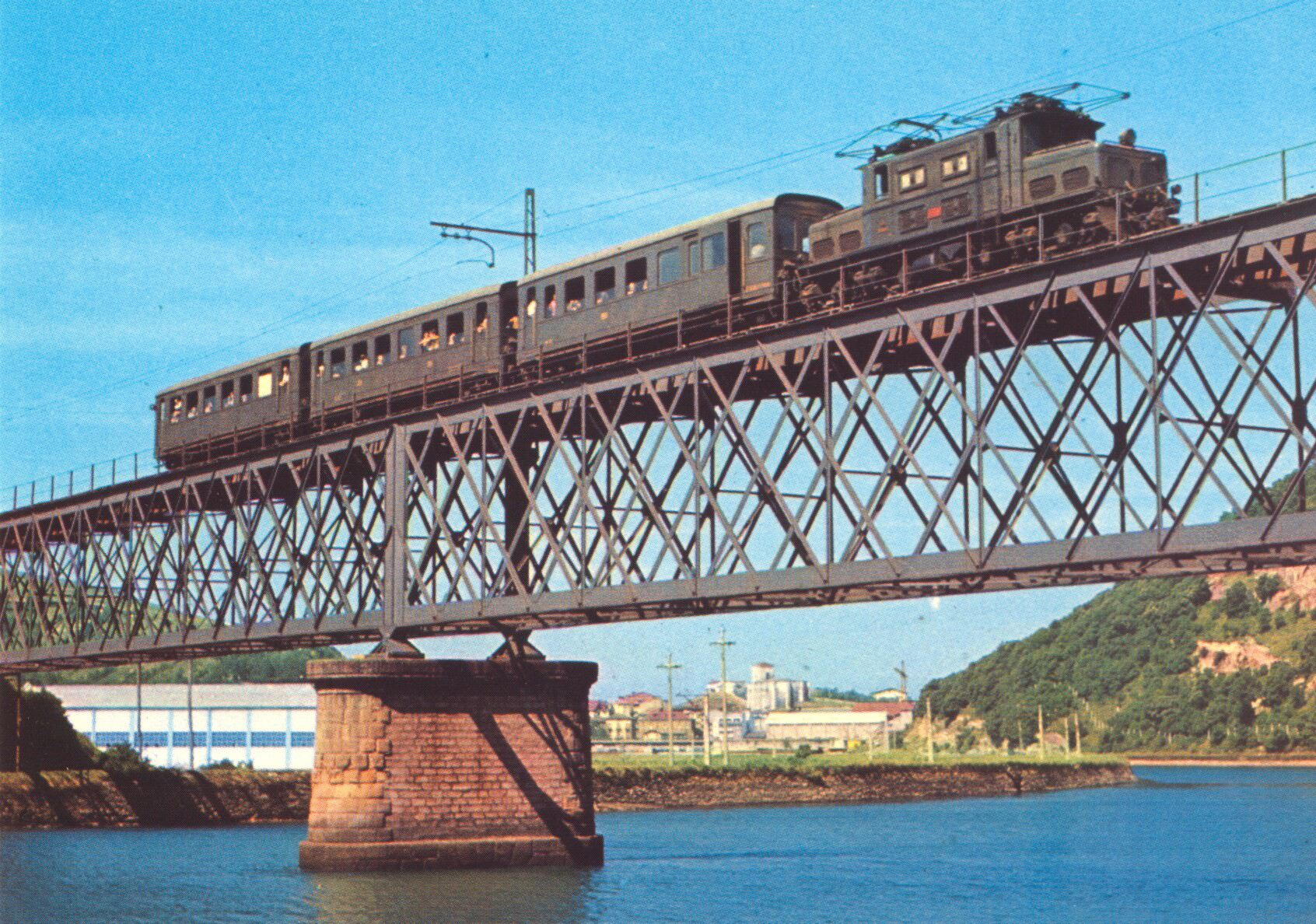
Convoy compuesto por tres coches de pasajeros y una locomotora eléctrica Brown Boveri atravesando el puente sobre el Urola en Zumaya.

El 24 de mayo de 1895 se realiza una emisión de obligaciones para cubrir los fondos necesarios para realizar el tramo entre Deva y Zarauz. Tramo muy complicado por la dificultad geológica y orográfica del recorrido. Se avanza en la explanación 7 km la apertura de varios túneles y el paso sobre el río Urola mediante un puente. Las obra se paralizan en julio de 1895. Dimite Eduardo Aznar, Presidente del Consejo de Administración, sustituido por Plácido Allende quien emprende acciones tendentes a conseguir fondos para impedir la suspensión de pagos y solicitar una prologa de la concesión de la construcción de la línea de tres años, prologa que el gobierno autoriza el 14 de marzo de 1897. Se establece un nuevo convenio entre el Ferrocarril Central de Vizcaya y el Ferrocarril Elgiobar San Sebastián, en el cual el Central de Vizcaya se hace cargo del tramo entre Deva y Zarauz y toma a su cargo los dos tramos ya en servicio. El Comité Ejecutivo los forman:
- Plácido Allende del Elgoibar a San Sebastián
- José Ángel Aurrecoechea del Elgoibar a San Sebastián
- Enrique Zarate del Central de Vizcaya
- Pedro Maíz del Central de Vizcaya
- Francisco de Igartua del Central de Vizcaya

El 22 de junio de 1898 se adjudican las obras de un subtramo, el Deva Zumaya, al contratista Pedro Gandaga quien se compromete a finalizarlas en un periodo de dos meses y las del subtramo de Zumaya a Zarauz a José Ignacio Ostolaza, quien contrata el 3 de febrero de 1899 a Talleres Miravalles todos los tramos metálicos de la línea, entre los que está el puente de cien metros que cruza el Urola y tiene un pilar central de sillería a la entrada de Zumaya. El 3 de abril se cierran los contratos de las traviesas con José Uribasterra, los carriles con “La Vizcaya” y la obra de fábrica con el contratista Amadeo Amador. El tramo entre Deva y Zarauz se inaugura el 1 de enero de 1901 con el que quedan unidas por ferrocarril las capitales de Vizcaya y Guipúzcoa.
La explotación de la línea resultó muy complicada económicamente. Al aumentar el porte del material móvil se debió de reforzar las estructuras metálicas (el puente del Urola se reforzó con dos tramos metálicos, construidos por la sociedad Chavarri, Petrement y Cía, de Bilbao).
El 1 de febrero de 1901 se unifica el servicio de personal entre las tres compañías y se plantea la fusión de todas ellas. La muerte de Francisco de Igartua y de su sucesor José María Solaún crearon un ambiente de desconfianza entre los accionistas que no pertenecían al Central de Vizcaya que llevó a dañadas las buenas relaciones entre los consejos de las tres compañías. En la junta del 18 de julio de 1901 se veta que el presidente del Central de Vizcaya no pueda serlo de las otras dos compañía, desbaratando completamente armonía existente hasta la muerte de Francisco de Igartua. El 6 de febrero de 1902 se vuelven a retomar las acciones para la fusión, proceso que culminaría en 1906 con la creación de los Ferrocarriles Vascongados. El Central de Vizcaya se vio abocado a la fusión por la carga económica que presentaba la explotación de la línea de Elgoibar a San Sebastián y la competencia del tranvía eléctrico de Bilbao a Durango y Arratia.
Fechas de inauguración de los tramos de la línea férrea
- 3 de agosto de 1893, tramo de Elgoibar a Deva.
- 9 de abril de 1895, tramo de Zarauz a San Sebastián.
- 1 de enero de 1901, tramo de Deva a Zarauz.

La concesión del ferrocarril de San Sebastián a la frontera francesa, que poseía la compañía, se transfirió a la Sociedad Constructora de Obras Públicas y Fomento Industrial, que constituyó una sociedad anónima y se comprometió a terminar la obra en tres años.
Los malos resultados económicos de la línea llevaron a esta a presentar suspensión de pagos el 12 de septiembre de 1903. Los acreedores (banco Bilbao, banco Vizcaya y banco de España), partidarios de la fusión de las tres compañías, obligaron a aceptar un arbitraje cuya comisión estaba compuesta por Valentín Gorbeña Ayarragaray, Sebastián López de Lerena y de la Cuadra Salcedo, y por Ignacio Arias. Esta comisión presentó una propuesta de acuerdo el 27 de julio de 1904, que fue aceptada por Plácido Allende como presidente del Durango a Zumarraga y del Elgoibar a San Sebastián mientras que José de Acillona Garay, Marqués de Acillona de Plágaro, presidente del Central de Vizcaya lo rechazo, ya que pretendía la quiebra del Elgoibar a San Sebastián. La comisión dimitió el 2 de octubre de 1905.
El 6 de marzo de 1906 se crea una nueva comisión de arbitraje forzada, de nuevo por los agentes acreedores. Esta comisión, la tercera, estaba formada por José Luis Villabaso, Enrique Ocharan y Domingo Villamil. La decisión de esta nueva comisión era de obligatorio cumplimiento y se preveía una sanción de 500.000 pesetas para quien no la cumpliera. El 5 de noviembre de 1906, como resultado del arbitraje, se alza una escritura pública en la que se refleja el arreglo de la deuda del ferrocarril de Elgoibar a San Sebastián y las condiciones de la fusión en la nueva sociedad, Ferrocarriles Vascongados.

#### Material móvil y estaciones
En el año 1902 el ferrocarril Elgoibar - San Sebastián tenía un parque móvil formado por:

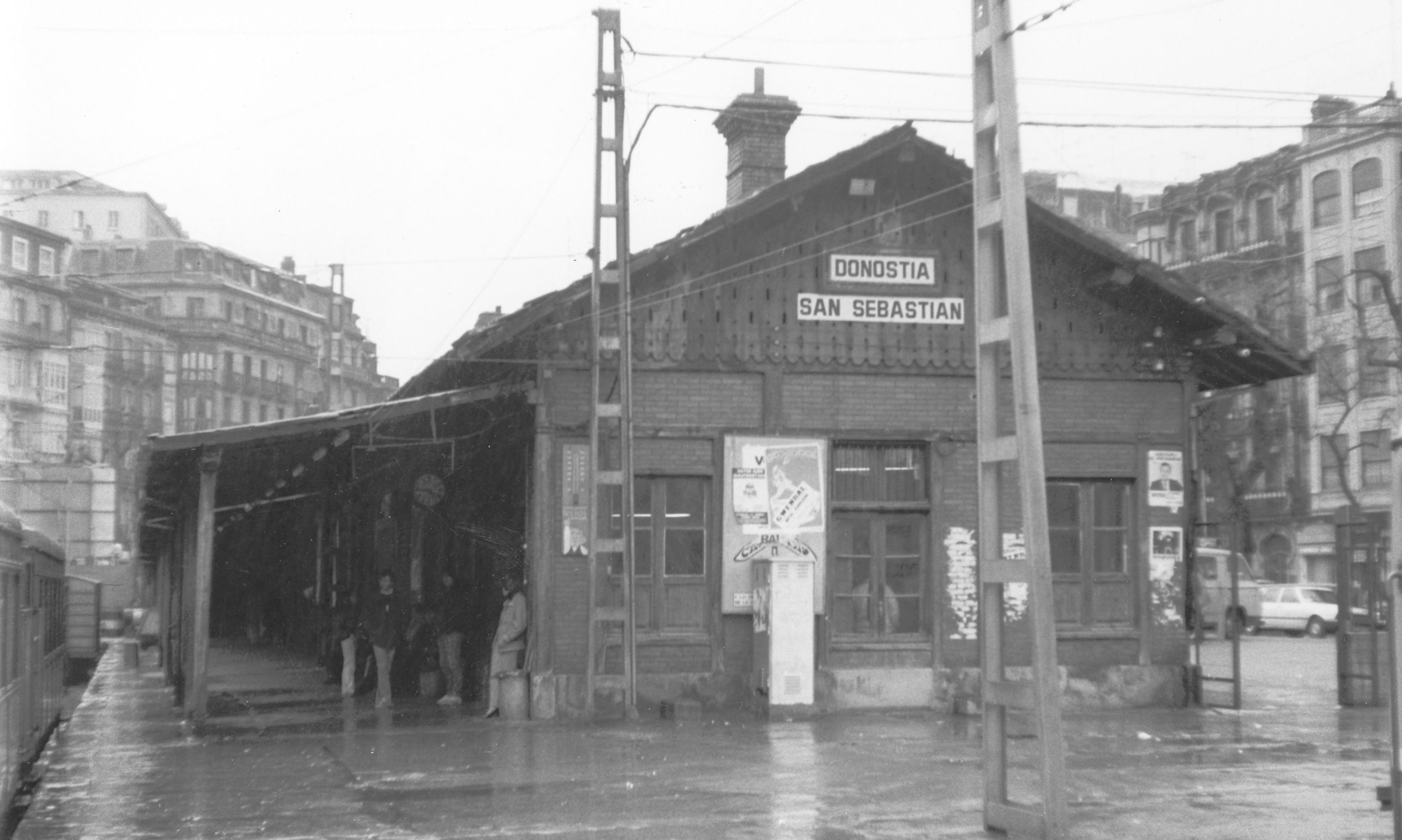
Estación de Amara de San Sebastián de Ferrocarriles Vascongados.

- 11 locomotoras.

Igartua, fabricada por Nasmith & Wilson en el año 1892.
Ibaizabal, fabricada por Nasmith & Wilson en el año 1892.
Zarauz, fabricada por Nasmith & Wilson en el año 1892.
Tavira, fabricada por Nasmith & Wilson en el año 1892.
Durango, fabricada por Nasmith & Wilson en el año 1892.
Deva, fabricada por Nasmith & Wilson en el año 1894.
San Sebastián, fabricada por Nasmith & Wilson en el año 1894.
Vizcaya, fabricada por Nasmith & Wilson en el año 1898.
Aurrera, fabricada por Nasmith & Wilson en el año 1898. En servicio en el Museo vasco del ferrocarril.
Urola, fabricada por Porter en el año 1902.
Santa Catalina, fabricada por Porter en el año 1902.
Santa Marina, fabricada por Porter en el año 1902.
M.M.Cortazar, fabricada por Porter en el año 1902.
P.Allende, fabricada por Krauss en el año 1902.
Sagarbide, fabricada por Krauss en el año 1902.
Iziar, fabricada por Krauss en el año 1902.
Easo, fabricada por Krauss en el año 1904.
Donostia, fabricada por Krauss en el año 1904.
- 37 coches.
- 15 furgones.
- 127 vagones.

Estaciones entre Zarauz y San Sebastián
- Punto kilométrico 29,794: Estación de Zarauz.
- Punto kilométrico 34,883: Orio.
- Punto kilométrico 40.827: Aguinaga.
- Punto kilométrico 43,912: Usúrbil.
- Punto kilométrico 50,000: Apeadero de Recalde.
- Punto kilométrico 51,939: Añorga.
- Punto kilométrico 55,860: Estación de Amara   (San Sebastián).

Túneles y puentes
- Punto kilométrico 32,472: Túnel de Zurigaray.
- Punto kilométrico 33,479: Puente de Altxerri.
- Punto kilométrico 39,123: Túnel de Aguinaga.
- Punto kilométrico 46,213: Viaducto del Oria.
- Punto kilométrico 49,276: Túnel de Irubide  (de 158 m).
- Punto kilométrico 53,900: Túnel de Ayete  (de 839 m).

### Los Ferrocarriles Vascongados
El 1 de julio de 1906 nace la Compañía de Ferrocarriles Vascongados formada por la fusión de las tres compañías férreas de vía estrecha que surcaban Vizcaya y Guipúzcoa y que mantenían importantes vínculos entre sí. La Compañía de Ferrocarriles Vascongados contaba en su nacimiento con una extensión de 157.232 km de vías férreas y un importante parque móvil, tanto de carga como de pasajeros y unía las principales poblaciones de ambas provincias con conexiones con otras líneas férreas importantes.
Conforman la red ferroviaria vascongada las siguientes compañías:
- Ferrocarril Central de Vizcaya, con 34 107 km de vías y 17 estaciones.
- Ferrocarril de Durango a Zumárraga y ramal a Carquizano, con 52 044 km de vías y 12 estaciones, con el ramal Durango a Elorrio y Arrazola de 15 223 km y 5 estaciones.
- Ferrocarril de Elgoibar a San Sebastián, con 52 858 km de vías y 18 estaciones.

En 1901 Plácido Allende, presidente del consejo de administración del Durango a Zumarraga y del Elgoibar a San Sebastián, y Julio de Igartua, director gerente de esas mismas compañías inician acciones para fusionar las tres compañías que unían las capitales de Vizcaya y Guipúzcoa pero las negociaciones se tuercen y no hay posibilidad de acuerdo, incluso pactando penalizaciones para quienes rompieran las negociaciones.
En noviembre de 1905 se llega a un acuerdo en el que se valora cada compañía y especialmente la comprometida situación del Elgoibar a San Sebastián. El capital total de la nueva compañía se fija en 33.862.011,16 pts. El 11 de mayo de 1906 se reúnen en Bibao José de Acillona Garay (Marqués de Acillona) que representa al Central de Vizcaya de Bilbao a Durango, Plácido Allende Plágaro que representa al Ferrocarril de Durango a Zumarraga, Recaredo Uhagon Vedia que representa al Ferrocarril del Elgoibar a San Sebastián y Tomás Balas Ageo que es el mayor tenedor de obligaciones hipotecarias del Elgoibar a San Sebastián y nombran a Domingo Villamil Fernández del Cueto, director del Banco de España en Bilbao; José Luis de Villabaso Gorrita, director general del Banco de Bilbao y Enrique Ocharán Rodríguez, director general del Banco de Vizcaya como nuevos amigables componedores (que deben buscar una fórmula de arreglo para la fusión).
El comité de amigables componedores tiene el encargo de estudiar la deuda del Elgoibar a San Sebastián, redactar los estatutos de la nueva compañía que surja tras la fusión y nombrar su director gerente y su primer Consejo de Administración. Para ello tiene un plazo de un año con una posible prologa de 180 días. Tras la realización de una serie de dictámenes en los que participaron destacados jurisconsultos, se firma la escritura de constitución de la sociedad en 6 de noviembre de 1906 estableciéndose en la misma un capital en 20.000.000 pts en acciones y 15.500.000 pts en obligaciones.
La fusión mejoró ostensiblemente el servicio en la red ferroviaria que administraba la nueva compañía, mejoraron también los productos brutos, los gastos de explotación y los productos líquidos en todos los ejercicios desde la fusión.
En diciembre de 1906 se produce un desprendimiento entre Deva y Arrona que interrumpe el servicio y da pie para plantear una del trazado separándolo de la costa. También se inicia gestiones para eliminar la competencia que presentaba el Tranvía Eléctrico de Bilbao a Durango y Arratia.
Se establece un acuerdo con Cementos de Rezola en Añorga para el transporte de sus productos y se establece una coordinación de con los tranvías urbanos de San Sebastián haciendo llegar las mercancías hasta el puerto de la ciudad y el Puerto de Pasajes.
En 1907 se realizan varias intervenciones importantes en las líneas, se cambia el carril de 26 kg/ml por el de 32,20 g/ml, se evita que los trenes directos entre Bilbao y Zumárraga deban retroceder en Durango, se construyen nuevos taller en Durango, se inician los trabajo de un nuevo trazado más alejado de la costa entre Deva y Arrona y se pone en marcha un ramal Basurto a Azbarren que une la red de los Vascongados con la del Ferrocarril de Santander a Bilbao. También se racionaliza el uso del material móvil y se prescinde de 40 vagones que se venden al Ministerio de Fomento (el importe de dicha venta ascendió a 94.361 pesetas que no fueron cobradas por la compañía hasta 11 años después).
La Real Orden de 28 de agosto de 1908 autorizó la fusión y subroga a la nueva compañía los términos aceptados en las tarifas y condiciones particulares de la concesión de las tres compañías que la conforman.
En 1911 Ferrocarriles Vascongados compra el Tranvía Eléctrico de Bilbao a Durango y Arratia, que contaba con 49,21 km de línea férrea de ancho métrico y recorría el valle de Arratia llegando hasta Durango, pasando por Lemona y un ramal hasta Ceánuri. El tranvía, que hacía la competencia directa a la línea Bilbao Durango al tener su recorrido paralelo a la misma en una buena parte, contaba con un parque móvil de 26 coches motores, 7 vagones motores, 49 vagones de distinto tipo. En 1933 llegó a tener 28 coches motores, 11 vagones motores y 80 remolques.
La nueva compañía de ferroviaria fijó su sede en la estación de Achuri en Bilbao, que hasta entonces había sido la sede del Central de Vicaya. La estación fue realizada en 1882 por Sabino Goicoechea y ampliada en 1895. El 29 de noviembre de 1911 el consejo de Administración aprueba la propuesta de la dirección de la compañía de construir una nueva estación en Bilbao.
Se elige en un concurso de idea el proyecto presentado por Manuel María Smith, se compran nuevos terrenos para la construcción y se contrata a la empresa Domingo Hormaechea y Cía para la ejecución de las obras, que se realizan en 1913. La nueva estación fue inaugurada oficialmente el 23 de febrero de 1914.
En 1912 se pone en marcha, tras un acuerdo con las compañías de ferrocarril Santander a Bilbao, Cantábrico y Económicos de Asturias, un servicio directo entre Oviedo (Asturias) y la frontera francesa. Para este nuevo servicio, de 473 km de línea y 12 horas de duración, se adquieren 7 carruajes de 1.ª clase con bogies y cuatro mixtos de tercera clase y furgón, costeados por las cuatro compañías en proporción directa a los kilómetros que en cada una de ellas se realizaría el servicio.
El 9 de abril de 1913 se aprueba realizar modificaciones relevantes en la red ferroviaria de los Vascongados; se reduce en 3,817 km en hasta Lasarte entre Aguinaga y Irubide eliminando tramos conflictivos. Los trabajos quedan finalizados y son inaugurados el 14 de diciembre de 1914. Los hitos más relevantes de estas obras son, el túnel de San Esteban de 612 m de longitud y el viaducto sobre el Oria. También se pone en marcha un cargadero de mineral en la margen derecha de la ría del Nervión, al lado de la estación de Achuri y se mejora el enlace con el Ferrocarril Pamplona-San Sebastián también conocido como Ferrocarril del Plazaola.
El elevado precio del carbón, derivada de la Primera Guerra Mundial, hace que los Ferrocarriles Vascongados constituyan la empresa Hulleras Vascongadas, S.A. que explotaba los yacimientos de carbón asturianos de Pola de Lena, carbón que llevaban por tren, en una línea de vía ancha con 10 vagones de 20 Tm de carga, hasta el puerto de San Juan de Nieva en la ría de Aviléz y de allí en barco hasta Bilbao y, de nuevo en tren, hasta Durango donde fabricaban las briquetas para alimentar las locomotoras.
En 1921 se acomete la reforma de la estación de Durango convirtiéndola en estación de paso, proyecto que realizó el ingeniero de caminos Manuel Alonso Zavala y la reforma del trazado de Durango a Lebario, lo que se denominó la Variante de Lebario, el cual se acortaría en 775,90 m y suprimiendo dos pasos a nivel El proyecto fue presentado en enero de 1922 y aprobado por orden ministerial el 4 de diciembre de 1922 comenzando las obras el 15 de febrero de 1923.
En 1920 se plantea electrificar la línea y se comienza a realizar gestiones para previsión de los fondos necesarios para ello. Junto a la electrificación se plantaba una mejora integral del trazado, eliminando curvas y acortando la distancia de Bilbao a San Sebastián en 29 km. Estos 29 km se obtenían de rectificar el trazado en tres puntos concretos, la rectificación entre Echevarri, Zuazo y Lemona proporcionaba un acortamiento de 7 km; rectificado del Alto de Zaldivar, la construcción del túnel de 2,5 km en Acitaín entre Éibar y Elgoibar y el túnel de entrada a Deva en Sasiola, ahorraban otros 6,5 km y la construcción del viaducto de Orio, Aguinaga, Añorga junto a la modificación de la entrada a San Sebastián sumaban el resto.
En la Junta General Extraordinaria celebrada el 13 de agosto de 1925 el Consejo de Administración de los Ferrocarriles Vascongados aprueba, entre otras medidas, reducir de 12 a 7 las vocalías en el consejo y aumentar el periodo de su elección de los 3 a 5 años. Se elige un nuevo consejo que queda formado por:
- Enrique de Zarate
- Ramón de la Sota Aburto
- Enrique Fernández Villaverde
- Fernando Jauregui
- Anselmo López de Letona
- Ramón de Uribasterra
- Julio Igartua

En 1927 se pone en marcha en el punto kilométrico 10,471 un tramo de cruce de trenes entre Zadivar y Éibar que ese convertiría el 1 de julio de 1928 en la estación de Mallavía. Ese mismo año se estudia un acceso al puerto de Pasajes desde el ferrocarril de San Sebastián a la frontera francesa, y otro al Muelle de la Naja en Bilbao donde se contaba´desde 1925 con un ramal al muelle de Uribitarte.
La electrificación supuso un gran esfuerzo inversor a la compañía pero aportó grandes beneficios acortando duración de itinerarios y aumentando potencia de arrastre, se calculó que el ahorro podía rondar el 45 %.
En 1935 se suspende las plazas de segunda clase al no tener suficiente demanda. En 1930 se mantenía una relación de ingresos entre mercancías y pasajeros de 65 % y 32,5 % respectivamente. Diferentes problemas, como la suspensión de pagos de la Siderúrgica Purísima Concepción, de Astete, que dejó a Vascongados, una deuda en 1933 de 96.000 pesetas, fueron deteriorando la situación económica de la compañía que realizó un plan de ahorro. Se acordaron las siguientes medidas:
- Ajustar los consumos eléctricos y las tarifas de los proveedores.
- Ajustar el gasto de personal, convirtiendo estaciones en apeaderos, invirtiendo en enclavamientos, para anular pasos a nivel, eliminando guardabarreras y guardafrenos.
- Establecer a partir del 22 de febrero de 1932, nuevos itinerarios, que permitieron el ahorro diario de 630 km en el recorrido de los trenes
- La eliminación definitiva de la Tracción Vapor.

El plan hizo que se redujeran los gastos generales entre 1931 y 1935 en un 10,6 % pero los ingresos por tráficos, bajaron drásticamente hasta alcanzar el 19,7 % lo que llevó a al compañía a una situación económica muy delicada. En 1936 se nombra Presidente del Consejo de Administración a Ramón de la Sota Aburto hombre vinculado con el PNV y con un buen currículum de gestión empresarial.

#### La Guerra Civil
Ramón de la Sota propone varias medidas entre las que destaca un convenio con los obligacionistas que se propuso a la Junta de Accionistas el 30 de junio de 1936. Poco después, el 18 de julio, se produce el fallido golpe de Estado contra el gobierno de la II república española y comienza la guerra civil. La compañía es socializada y se forma un Comité de Control Obrero, aun estando vigentes las funciones de su Consejo de Administración.
El avance de las tropas insurrectas se detiene en Málzaga, quedando la línea desde San Sebastián a Éibar explotada por el Regimiento de Ferrocarriles que se quedaron con las locomotoras eléctricas, desde Éibar a Bilbao el línea quedó en manos del gobierno de la República y bajo la gestión del Gobierno de Euzkadi que contaba con bastante material móvil.
En acto de guerra se volaron los puentes de Orio, Málzaga, Astepe, Andrapolea y Arratia, así como el pontón de Bedia. La estación de Durango quedó destruida tras el bombardeo de la villa y hubo muchos daños en toda la infraestructura de férrea.
Entre el comienzo de la guerra y el 31 de diciembre de 1940 se gastaron en reparaciones un total de 728.867,80 Pts. En la primavera de 1937 las tropas facciosas toman la totalidad de Vizcaya dejando a todas las líneas de la compañía bajo su control. En 1938 se hace un recuento de daños en material móvil de:
- 5 furgones.
- 21 vagones cerrados.
- 59 vagones de bordes altos.
- 31 de bordes bajos.
- 44 tippins para el transporte de mineral.

A esto hay que sumar en 1939:
- 6 locomotoras Porter.
- 8 coches de viajeros de dos ejes.
- 9 coches de viajeros de bogies.
- 1 furgón de bogies.

#### La postguerra
Tras la contienda hubo que reconstruir todos los puentes volados, la estación y talleres de Durango así como la reparación y conversión del material móvil que había quedado. La falta de combustible que dificultaba considerablemente el transporte por carretera, hace que el ferrocarril tenga un apreciable aumento de viajeros y mercancías. En 1940 se aumentan las tarifas en un 15 % aumentando la recaudación un 18,15 %, la Junta General de Accionistas en la reunión del 25 de septiembre de 1941 acuerda emitir acciones hasta aumentar en 20.000.000 pts el capital social lo que permite cancelar la deuda que documentada en el Convenio de 8 de octubre de 1940.
El 15 de febrero de 1941 se produce un grave accidente cuando por motivo de un temporal con rachas de viento superiores a los 180 km/h un tres descarrila en el puente sobre el Urola en Zumaya al caer un árbol sobre la vía. Se precipitaron tres coches al río, cuatro tumbados sobre el terraplén, dos sobre la vía y un furgón colgado, la locomotora em mantuvo en su lugar. Muriendo 22 personas y resultando graves otras 54 siendo este el accidente más grave ocurrido en la historia de los Ferrocarriles Vascongados.
En 1946 se volvió a ampliar el capital pasando de 40.000.000 a 80.000.000 pts y la empresa se mantuvo en un crecimiento sostenido alcanzando las mayores cifras de negocio tanto en mercancías, 652.000 Tm en 1946, como en pasajeros, 7.947.146 en 1954. En ese año debido a la falta de energía eléctrica se tuvo que recurrir al vapor.
Se emprenden las obras del túnel de Marcaute con una longitud de 1443 m que se adjudica a Arregui Construcciones S.A. y en 1954 se realiza un cambio de carril, sustituyendo el existente de 26 kg/ml por otros de 35 kg/ml.
La competencia creciente del transporte por carretera hace que baje el nivel de utilización del ferrocarril tanto en mercacias como en pasajeros. En 1971 se transportaron 21.500 Tm de mercancías y usaron el tren 5.281.996 viajeros. En 1959 se cierra el ramal de Lasarte que unía la red de los Vascongados con el ferrocarril del Plazaola (el Andoáin a Pamplona y Lasarte) al cerrar este, solo se mantuvo el primer kilómetro hasta el pueblo.

#### La decadencia y cierre
La década de los años 70 del siglo XX comenzó con un coeficiente de explotación del 97,1 %, en 1970 se rozó el entrar en pérdidas pero al año siguiente se entró en déficit, el cual ascendió a la cantidad de 20.000.000 pts. siendo este el primer resultado negativo en la historia de la compañía. Los años siguientes el déficit fue aumentando progresivamente.
El 2 de enero de 1970 se cierra la conexión entre Ariz y Dos Caminos. El 30 de junio de 1971 se eliminan los trenes Pullman y el 24 de junio de 1972 a las 0 horas se cerró la explotación de todas las concesiones después de comunicárselo al Ministerio de Obras Públicas el 10 de junio de 1972.
El 21 de junio de 1972 el Ministerio de Obras Públicas publica una orden en la que ordena a FEVE hacerse cargo de la explotación de las líneas de los Ferrocarriles Vascongados. El acta de fin de la explotación fue firmada por los presidentes de ambas compañías, por FEVE Mariano Pascual y por Rafael Corona y por Ferrocarriles Vascongados Rafael Guzmán, presidente del Consejo de Administración de Ferrocarriles Vascongados.
El 17 de febrero de 1976 se llega a un acuerdo entre la administración y los Ferrocarriles Vascongados en el que el estado abona a la compañía 280.000.000 pts por todas sus líneas. En ese acuerdo tuvo vital importancia la concesión a perpetuidad del Ferrocarril de Bilbao a Durango realizada al inicio de la historia de este ferrocarril. La cantidad acordada se abonaría en dos anualidades que finalmente se liquidarían en dos plazos en 1982. La compañía procedió a la amortización de todas sus obligaciones hipotecarias sobre el Central de Vizcaya, de la deuda del Durango a Zumarraga y del Elgoibar a San Sebastián.
Las últimas reclamaciones se resolvieron en la sentencia a favor de Ferrocarriles Vascongados que el Tribunal Supremo realizó en 1987. El 29 de diciembre de 1995 se celebró la última Junta General de Accionistas que decidió la disolución de la compañía.

#### Tras el cierre
El 21 de junio de 1972 se hace cargo de la explotación de las líneas de Ferrocarriles Vascongados la empresa de los Ferrocarriles Españoles de Vía Estrecha (FEVE) dependiente del Ministerio de Obras Públicas la cual realiza un plan de modernización integral y saneamiento económico. Cierra definitivamente los ramales de Ariz a Dos Caminos y el de Durango a Elorrio y minas de Arrazola. También cierra el de Málzaga a Zumárraga. Activa el transporte de mercancías y remoza el material móvil. Mantiene los servicios de coches de lujo iniciados por Vascongados hasta el 4 de septiembre de 1977.
El 1 de junio de 1979 todas las líneas de vía estrecha que realizan su recorrido íntegro en territorio del País Vasco pasan a depender del Consejo General Vasco el cual se ocupa de su explotación de forma directa hasta que el 24 de mayo de 1982 mediante el decreto 105/1982 se crean con todas ellas la empresa pública  “Euskotrenbideak/Ferrocarriles Vascos S.A.“.
Las mejoras realizadas en las líneas permiten una recuperación de viajeros y de mercancías, llegando en 1999 a un total de 7.728.000 viajeros y 150.000 Tm de mercancías. Se mantuvieron los trenes semidirectos ente Bilbao y San Sebastián. En 1995 se crea el "Bidexpress" y en 1998 "Euskopullman" que llegaba hasta la frontera con Francia en Hendaya.

## La electrificación de la línea
Desde finales de la Primera Guerra Mundial y la crisis en los precios del carbón que supuso la misma, los Ferrocarriles vascongados tuvieron en mente la electrificación de sus líneas. En diciembre de 1920 se emiten obligaciones destinadas a acometer los trabajos de electrificación. En 1925 la quiebra del Banco de Crédito de la Unión Minera, donde estaban depositados los fondos, crean problemas financieros que retrasan el proyecto. Con la electrificación se preveía aumentar el tráfico de pasajeros y la capacidad de carga, a la vez de reducir tiempos.
El 15 de mayo de 1923 solicita al gobierno autorización para sustituir la tracción de vapor por la eléctrica. El 5 de agosto de 1926 Consejo de Administración aprueba encargar el proyecto de electrificación a los ingenieros Lello Pontocorvo y Carlos Isler, el primero italiano y el segundo suizo. Lello Pontecorvo redactó el proyecto definitivo que se envió al ministerio de Fomento que lo aprobó el 1 de junio de 1927. El 8 de marzo de 1927 se había realizado un contrato de suministro eléctrico con la Sociedad Hidroeléctrica Ibérica para la alimentación de la línea.
El proyecto contemplaba un suministro trifásico en corriente alterna una tensión de 30 kV que se pasaría a 1500 V de corriente continua en cinco subestaciones transformadoras mediante conmutatrices rotativas, una o dos de ellas dependiendo de la subestación. Pontecorvo actuó como consultor y director de la electrificación.
Los edificios de las subestaciones fueron diseñados por el arquitecto Luis de Elejabeitia.
Subestaciones eléctricas
- Lasarte, construida por Almozara, Azcarate y Cía. Con dos conmutatrices marca Oerlikon.
- Deva, construida por Leandro Unzeta. Con una conmutatriz marca Oerlinkon.
- Vergara, construida por Martín Errasti y Cía. Con dos conmutatrices marca Oerlinkon.
- Durango, construida por Cándido Garamendi. Con una conmutatriz marca Oerlinkon.
- Ariz, construida por Aquilino Unamuno. Con dos conmutatrices marca Oerlinkon.

Se adquirió para el proyecto el siguiente material:
- 4320 postes de sustentación de la catenaria, comprados a La Basconia de Basauri (Vizcaya).
- 426 Tm de hilo cobre de contacto, comprado a Electromecánica de Córdoba.
- Aisladores comprados a la casa alemana Rosenthal y de Manufacturas Cerámicas de Barcelona.
- Componentes de suspensión suministrados por la Unión Cerrajera de Mondragón (Guipúzcoa).

El 27 de enero de 1927 se adjudica el montaje de la catenaria al ingeniero suizo Carlos Iser quien realizó un montaje de un sistema de catenaria autocompensada. La catenaria se comenzó a instalar el 1 de diciembre de 1926 y se terminó a inicios de 1929.
La electrificación llevó a realizar algunas mejoras en los coches, como el cambio de la calefacción, que hasta entonces había sido de vapor, en eléctrica en más de 100 coches.
El primer tramo electrificado fue el de Vergara a Zumárraga, con electricidad procedente del Ferrocarril del Urola. Se redujeron significativamente los tiempos de trayecto, bajando 52 minutos entre Bilbao y San Sebastián. Entre Durango y Amorebieta se realizaron pruebas con alimentación desde el Tranvía de Bilbao a Durango y Arratia. La línea quedó totalmente electrificada, a excepción del ramal a Elorrio, a partir del 24 de abril de 1929 inaugurándose 23 de agosto con un viaje de gala entre Bilbao y San Sebastián que duró 2 horas 17 minutos. El 20 de noviembre de 1929 se modificaron los itinerarios con una notable reducción de los tiempos y un aumento de la capacidad de arrastre. En 1945 él se electrificó el ramal de Durango a Minas de Arrazola y Elorrio.
Se adquirió tres locomotoras eléctricas que se compraron a la casa sueca Asea y se transformaron tres batidores para automotores en la casa Ganz. A 31 de diciembre de 1930 se había gastado en todo el proceso de electrificación se gastaron 11.369.278,01 pesetas según el siguiente detalle:
| Partida                                  | Coste        |
| ---------------------------------------- | ------------ |
| Edificios subestaciones                  | 688.606,87   |
| Maquinaria subestaciones                 | 1.115.215,99 |
| Total Subestaciones                      | 1.803.822,86 |
| 10 locomotoras BBC                       | 1.833.565,08 |
| 9 coches Ganz Largos                     | 1.732.722,59 |
| 5 coches Ganz Cortos                     | 740.138,80   |
| Calefacción eléctrica de los coches Ganz | 182.630,68   |
| Repuestos                                | 23.734,35    |
| Total Material Tractor                   | 4.512.791,50 |
| Línea de Contacto                        | 4.241.294,42 |
| Línea primaria Cerranuza-Durango         | 120.570,91   |
| Línea Primaria San Antolín – Deva        | 125.263,88   |
| Línea primaria Leizaran-Lasarte          | 132.833,95   |
| Conexiones de vía                        | 188.232,49   |
| Desviación teléfono y telégrafo          | 152.348,80   |
| Instalación y talleres                   | 54.439,29    |
| Pruebas y Diversos                       | 37.643,91    |

La electrificación resultó muy rentable para la compañía, un estudio de 1953 realizado por J.A. Guerricabeitia en 1953 dio como resultado un ahorro del 44,27 % en comparación de hacer la explotación con vapor en vez de con electricidad.

## Directos entre Asturias y la frontera francesa
En 1912 las compañías de ferrocarriles de vía estrecha de Asturias, la compañía del ferrocarril Cantábrico y Económicos de Asturias; la de Cantabria, la compañía del ferrocarril Santander a Bilbao, y la compañía de Ferrocarriles Vascongados llegan a un acuerdo para establecer un servicio de un tren expreso que partiendo de Oviedo, capital de Asturias, llegara a Hendaya, población fronteriza francesa. La línea tenía una longitud de 473 km y el viaje duraba 13 horas 44 minutos. El servicio estaba formado por un tren que partía de Oviedo los lunes, miércoles y viernes y de Hendaya los martes, jueves y sábados. El convoy paraba en Llanes para la comida a la ida, y en La Concordia para la vuelta.
El 17 de mayo de 1920 se suspende el servicio por la baja rentabilidad, se venden los coches que son adquiridos por el Ferrocarril del Cantábrico y de Económicos de Asturias.
El 13 de agosto de 1927 se retoma el servicio que se mantiene hasta el 21 de febrero de 1932 con una frecuencia de día alternos y una duración del trayecto de 7 horas y 32 minutos con una parada de 45 minutos en Bilbao para comer. La Diputación Provincial de Oviedo y Diputación de Guipúzcoa fueron impulsoras del servicio ferroviario entre Asturias y Francia conscientes del interés turístico del mismo. Tras la guerra civil se pondría en marcha de nuevo, esta vez con un tiempo de recorrido de 6 horas y 16 minutos, aunque este servicio no duró mucho. En 1983 la relación por la cornisa cantábrica vuelve con el tren turístico transcantábrico, que pone en servicio FEVE.

## Los trenes de lujo de Ferrocarriles Vascongados
La compañía de Ferrocarriles Vascongados mantuvo en explotación una serie de trenes con coches de lujo en su línea principal, la que unía Bilbao con San Sebastián. Estos trenes son una excepción relevante entre las líneas de ferrocarril de vía estrecha en Europa, siendo el único caso en España.
En el año 1929 se pone en marcha la electrificación de la línea y con ella un servicio de trenes de lujo semidirectos denominados Pullman, trenes que tenían una configuración de coches en los que incorporaba, además de los de primera, segunda y tercera, un coche salón buffet de gran lujo, y solamente paraban en las estaciones principales del recorrido.

### Antecedentes
La compañía del Ferrocarril Central de Vizcaya, una de las tres que conformaron los Vascongados, ya había en junio de 1885 la creación de un coche especialmente acondicionado para casos extraordinarios y poder alquilarlo a aquellos cientes que así lo solicitaran. A este coche lo denominaron saloncito break.
Tras la inauguración de la línea entre Durango y Zumárraga en 1887, por iniciativa externa a la compañía, se implantaron los coches buffet. En febrero de 1901 se comparan un coche salón y otro comedor, que construye la empresa estadounidense The Allison Manufacturing Co. de Philadelphia, que junto a los dos coches buffet de la línea de Durango a Zumárraga, que se adquieren a sus dueños, conforman un tren de lujo entre Bilbao y San Sebastián. Los coches buffet fueron un coche salón y un coche restaurante que se matricularon como TX-1 y TX-2 respectivamente.
El 26 de junio de 1902 se firma un convenio con la Compañía Internacional de Wagons Lits para cubrir el servicio de este tren. Este servicio de tren de lujo se suspendería el 14 de febrero de 1904 por desavenencias entre las tres compañías que explotaban la línea.
Una vez constituida la compañía de Ferrocarriles Vascongados se retoma la gestión de trenes de lujo en febrero de 1907. Se implanta un tren espacial diario semidirecto entre Bilbao y San Sebastián y viceversa que rebaja el tiempo del viaje en una hora, de las cuatro que duraba en un tren convencional a tres del semidirecto). El convoy estaba formado por la locomotora, un furgón de equipaje y un coche salón y tenía una capacidad para 20 pasajeros. Entre Bilbao y Durango el convoy incorporaba un coche de segunda y otro de tercera clase. Paraba en Amorebieta, Durango, Málzaga (Éibar), Deva y Zarauz. El 10 de febrero de 1911, por necesidades del servicio derivadas de problemas logísticos en el parque motriz de la compañía, se suspende el servicio, aunque dejan abierta la posibilidad de alquilar los coches salón.

### El servicio Pullman
La electrificación de la línea, con la renovación de material móvil que incorporó, supuso la reapertura del servicio de trenes de lujo. Se adquirieron cinco coches salón Pullman que suministró la empresa inglesa The Leeds Forge, se concertó el servicio de atención al viajero con la Compañía Internacional de Wagons Lits e incluso se adquirió una vajilla grabada con el anagrama de la empresa, suministrada por la prestigiosa firma británica Elkingthon Co. Ltd.
El servicio constaba de dos circulaciones diarias entre las capitales guipuzcoana y vizcaína, aunque el deseo inicial de la compañía era el unir Bilbao con la frontera francesa. El convoy estaba formado por un automotor Ganz que tenía plazas de tercera clase y el furgón de equipaje, un coche de primera clase y un coche salón con bar al que se añadía, si había demanda, otro coche salón sin servicio de bar. Paraba en las estaciones de Bilbao, Amorebieta, Durango, Éibar, Málzaga, Deva, Zumaya, Zarauz y San Sebastián.
El servicio se modificó en octubre de 1930 por influencia de la crisis mundial de 1929, se suspendieron los trenes de lujo dejando solamente un coche salón en el último tren diario entre Bilbao y San Sebastián. Esto también se suprimiría más adelante. Tras la Guerra Civil, en julio de 1939, se recupera el servicio que se mantiene activo hasta el paso de la explotación de las líneas a FEVE en 1977. En junio de 1971 se suspende el servicio de Bar y, ya bajo gestión de FEVE, el 4 de septiembre de 1977 se suspende definitivamente el servicio en su totalidad.

### Tras los Vascongados
Bajo la administración de EuskoTren bidea se pone en marcha el 26 de diciembre de 1988 un servicio semidirecto denominado "Bidexpress" que realizaba paradas en las mismas estaciones que el antiguo Pullman y tenía un sistema de vídeo para entretenimiento de los pasajeros. Estos convoyes tienen además un furgón para transporte de paquetería urgente. Había un servicio diario en cada sentido. Estos trenes circularon hasta el año 1995.
El 13 de mayo de 1998 se implanta un nuevo servicio de lujo denominado "EuskoPullman" que tenía servicio de cafetería y prensa gratuita. Estos trenes paraban en Atxuri, Bolueta, Durango, Éibar, Zarauz y San Sebastián. A partir del 3 de julio de ese año también llega a Hendaya. En abril de 1999 se limita el servicio a los fines de semana y al periodo estival.

### El Talgo en los Ferrocarriles Vascongados
El éxito del tren Talgo en las líneas de vía ancha de RENFE llevó a los Ferrocarriles Vascongados valorar la posible incorporación de este tipo de trenes en su versión de vía estrecha para sustituir a los trenes de lujo “Pullman”. SE planteó por parte de Talgo, por “Patentes Talgo, S.A.”, la construcción de un tren con una capacidad para 101 pasajeros cómodamente sentados en butacas en un tren que solo pesaba 14 toneladas mucho más ligero que los que entonces estaban en servicio. Las negociaciones entre Talgo y Vascongados no llegaron a buen fin por lo que el proyecto se desestimó.

## Trazado y parque de vehículos

### Parque móvil
El material móvil que disponía la Compañía de Ferrocarriles Vascongados estaba formado principalmente por:
- 10 locomotoras eléctricas Brown Boveri adquiridas en 1928 y hechas en exclusiva para Vascongados.
- 11 locomotoras eléctricas ASEA 8 de ellas adquiridas entre los años 1931 y 1932 y otras tres en 1950.
- 9 automotores Ganz con capacidad de 44 plazas y furgón, seis de ellos adquiridos en 1928 y denominados MCD1 a MCD6 y 3 de ellos en 1930, denominados MCD7 a MCD9.
- 5 automotores Ganz de versión corta, matriculados MACD1 a MACD5 que operaron en la línea de Málzaga a Zumárraga. Fueron empleados a partir de 1951 en la línea Bilbao-San Sebastián como tracción para maniobra.
- 4 automotores Alsthom marcados como MACD 10 a MACD13, que sustituyeron a los MACD del ferrocarril del Deva.
- 4 automotores de construcción propia de los talleres de Durango denominados MCD14 a MCD17.[14]

La complicada orografía de las provincias de Guipúzcoa y Vizcaya obligaron a la realización de un trazado muy sinuoso con multitud de túneles y viaductos. Realizado en vía métrica y, en su mayor parte en vía única permitía velocidades limitadas a picos de 80 km/h.
La línea principal tenía varias ramificaciones, en Ariz-Basauri tenía el ramal industrial-mercancías a Dos Caminos (Basauri) y enlacaba con el Ferrocarril Santander-Bilbao con sus ramales de La Industrial (Azbarren - Basurto) y el Ramal de Matico (Azabarren-Matico, que enlazaba con los ferrocarriles del Txorierri); en Amorebieta enlazaba con la línea Amorebieta - Bermeo; en Durango, con el ramal del Ferrocarril de Durango a Arrazola y Elorrio]; en Vergara, con el Ferrocarril Vasco-Navarro; en Zumaya con el Ferrocarril del Urola; en Zumárraga con el Ferrocarril del Urola y el Ferrocarril del Norte; en Lasarte, el Ferrocarril Pamplona-San Sebastián; en San Sebastián con el Topo y en Bilbao con los ferrocarriles de Santander, La Robla y Txorierri.
Inicialmente se usó como fuerza tractora el vapor pero en 1925 comienza la electrificación de todo el recorrido con una tensión de 1500V en corriente continua. La alimentación de la línea se realizaba con cinco subestaciones transformadoras que mediante conmutatrices, construida por Oerlikon en 1928, pasaban los 30 kV de corriente alterna suministrada, en un principio, por Hidroeléctrica Ibérica a los 1500 V de alimentación de catearía (catenaria autocompensada). Las subestaciones se ubicaban en las localidades de Ariz, Vergara, Durango, Deva y Lasarte.

#### Las locomotoras Brown-Boveri

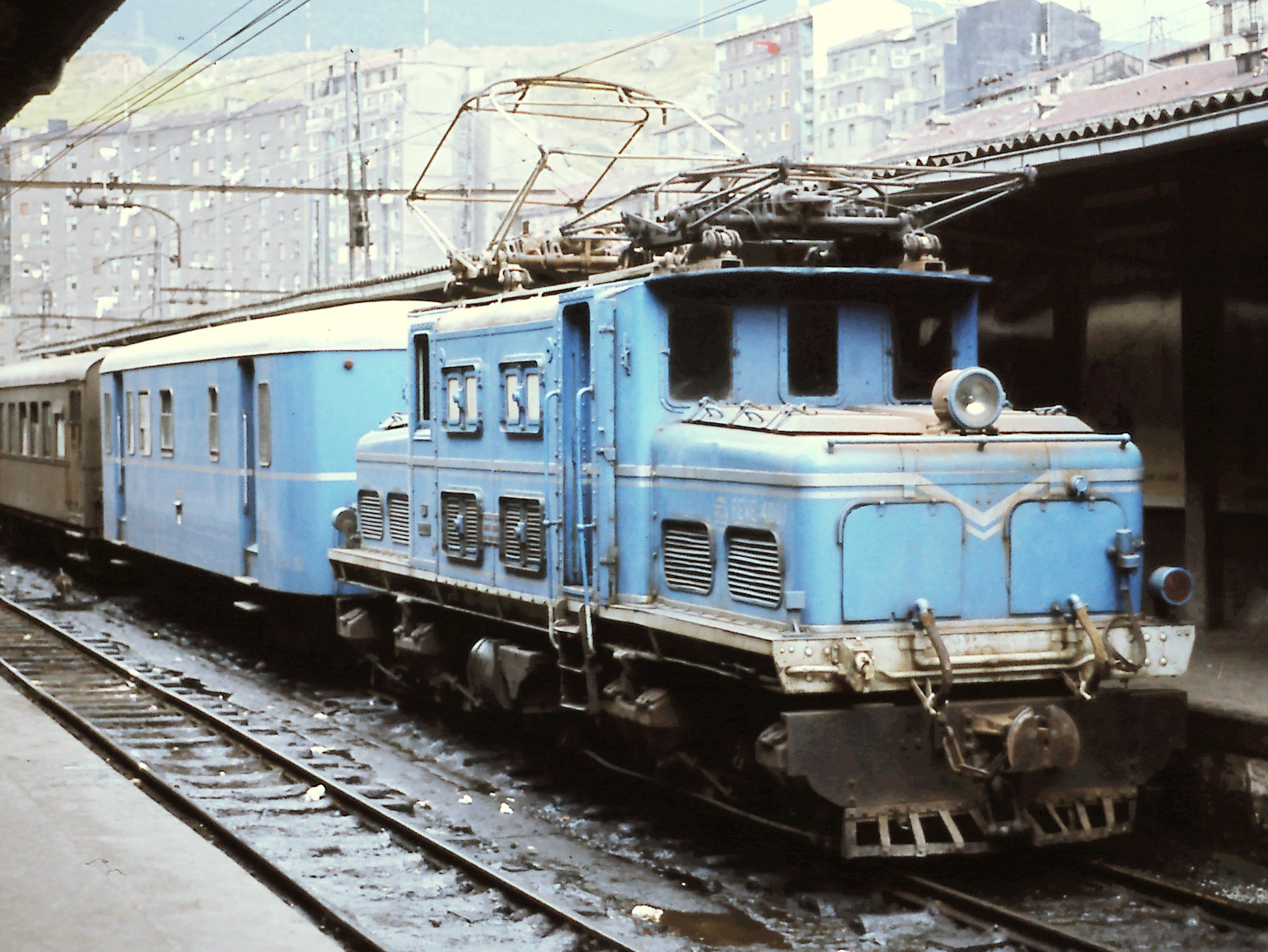
Máquina eléctrica Brown Boveri de 1928 de Ferrocarriles Vascongados (potencia 1000 CV con cuatro motores) Fotografía de 1977 pintada ya con los colores de FEVE.

En 1928 y para dar servicio con la nueva nueva tracción eléctrica los Ferrocarriles Vascongados adquirió 10 locomotoras Brown Boveri de la serie 4000 que se denominaron popularmente como "Cocodrilo" por su forma característica que recordaba, en el imaginario popular, a este animal. Estas locomotoras suizas tenían la mecánica de la firma belga Haine St. Pierre. Fueron nombradas con nombres de montes que jalonaban la línea Bilbao-San Sebastián.
La locomotora tenía un gran cuerpo rectangular central con sendos capós en los extremos sobre los que había un foco de iluminación. En el cuerpo central se situaba las cabinas, una para cada sentido de marcha, del conductor, por un lado estaban los armarios de alta tensión, combinador principal, la bomba de vacío y el compresor y por el otro la parte de baja tensión disyuntor extrarrápido, el grupo convertidor, las baterías auxiliares, las cajas grasa Isothermos, el cilindro de freno por vacío y el depósito de reserva. Sobre la parte central se alzaban dos pantógrafos para realizar la toma de alimentación desde la catenaria. Estos pantógrafos podían trabajar en cualquier combinación y eran accionados por unos calderines con aire comprimido y una pértiga y poseían un embrague que hacía que el pantógrafo estuviera correctamente situado. Bajo los capós se ubicaban las resistencias de tracción. Cada locomotora montaba 4 motores CMTD de 141 kW/190 cv.
En las cabinas de conducción estaba el mando del inversor, el llavín, el regulador, el mando de la bomba de vacío el interruptor del disyuntor extrarrápido, interruptores de control de alumbrado interior y exterior y otros indicadores, así como el volante de aceleración, los controles de areneros, el dispositivo de hombre muerto. Tras ellos una balda con los elementos de limpieza y engrase y encima del conductor nos encontramos con la bocina, una lámpara con capucha y debajo de este una portezuela para acceder a las resistencias de marcha.
Los bogies tenían enganche, toberas de freno neumático y cableado para acoplar la locomotora a la composición, las ruedas y el equipo de freno. En ellos también se alojan los ventiladores para refrigerar los motores, la dinamo de 24 V para alumbrado y el compresor de aire comprimido para el servicio del tren los calderines o depósitos para guardar aire para el accionamiento del pantógrafo.
En la larga vida de este equipamiento se realizaron varias reformas, ya en los año 70 se cambiaron los disyuntores para que fueran de accionamiento electrifico y lucieron diferentes colores según los cambios de administración que sufrió la empresa en el tiempo de servicio de las máquinas.
Las locomotoras Brown Boveri permanecieron en servicio activo hasta comienzos de la década de 1990 y algunas de ellas todavía prestan servicios en otros ferrocarriles o en museos, como en el Museo Vasco del Ferrocarril. La lista de estas locomotoras es la siguiente:
Locomotoras eléctricas Brown Boveri-Haime St Pierre
|    | Nombre       | Fechas servicio | Situación actual                       |
| -- | ------------ | --------------- | -------------------------------------- |
| 1  | Ganguren     | 1928/1989       | Desguace                               |
| 2  | Ulia         | 1928            | Museo Vasco del Ferrocarril            |
| 3  | Bizkargi     | 1928            | Sin motores                            |
| 4  | Kalamua      | 1928/1993       | Ferrocarril del Jura                   |
| 5  | Mugarra      | 1928/1989       | Desguace                               |
| 6  | Arrate       | 1928            | Museo Vasco del Ferrocarril            |
| 7  | Aluitz       | 1928/1989       | Desguace                               |
| 8  | Galdaramiño  | 1928/1994       | José María Valero                      |
| 9  | Andux        | 1928/?          | Generalidad Valenciana                 |
| 10 | Irukurutzeta | 1928/1999       | Ferrocarril de Sóller/Desguace en 2012 |

- Fotografías de las locomotoras Brown-Boveri.

#### Los automotores eléctricos Ganz
En el contexto del proceso de electrificación de la línea entre Bilbao y San Sebastián, en 1927, la compañía húngara Ganz ganó el concurso internacional abierto para la adquisición de material móvil. La compañía había optado por dos tipos diferentes de locomotoras, unas para mercancías y composiciones de viajeros pesadas, que se plasmó en la adquisición de 10 máquinas Brown Boveri, y otra para composiciones ligeras que se cubrió con automotores. Esta obción fue cubierta por los Ganz.
Se adquirieron seis automotores largos, matriculados en la serie "MCD-1" al "MCD-6", y cinco cortos, matriculados en la serie "MACD-1" al "MACD-5". Todos ellos se construyeron en Budapest por Ganz-Danubius y su equitación eléctrica fue suministrada por Ganz Electric.
Los automores largos contaban con 44 plazas sentadas, furgón y retrete mientras que los cortos, de escasos 11 m de longitud, tenían 14 asientos repartidos en dos compartimentos, uno de primera clase con seis plazas y otro de segunda con ocho plazas, más furgón.
En 1930 se incorporaron al parque móvil de Vascongados tres nuevos automotores Ganz. Este equipamiento había sido encargado como remolques potencialmente motorizables, siendo al final adquiridos como automotores y matriculados en la serie MCD-7 al MCD-9. Diferencian levemente en la línea exterior de los anteriores y tenían una diferente relación de engranajes que permitía un aumento de su potencia.
En origen estaban pintados en crema y borgoña y traían fuelles de intercirculación en los testeros, luego, tras la Guerra Civil, se eliminaron los fuelles y se pintaron, como el resto del parque móvil, en verde oliva.
Prestaron servicio hasta principios de los años ochenta del siglo XX cuando fueron sustituidos, ya gestionando la línea Euskotren, por los trenes de la serie 3500. Los Ganz largos formaban parte de las composiones de los trenes de lujo  "Pullman". El automotor MCD-1 se conserva en el Museo Vasco del Ferrocarril.
Los automotores cortos, que fueron adquiridos para que desarrollaran su labor en la línea de Zumárraga, se sustituyeron a mediados de los años 50 del siglo XX por unos Alsthom adquiridos en Francia de segunda mano y se destinaron, como servicio de maniobras a Bilbao, Durango y San Sebastián, perdiendo su interiorismo original. En 1980 se retiraron del servicio. El MACD-3 se conserva en el Museo Vasco del Ferrocarril restaurado y en marcha.
Junto a los automotores se adquirieron también de Ganz ocho coches metálicos de tercera clase y dos furgones.